# Colonnes infernales
Vous lisez un « bon article » labellisé en 2011.
Guerre de Vendée
Batailles
- 1re Bressuire
- 1re Machecoul
- 1re Saint-Florent-le-Vieil
- Jallais
- 1re Chemillé
- 1re Cholet
- 1re Coron
- 1re Chantonnay
- Pont-Charrault
- 1re Pornic
- 1re Sables-d'Olonne
- 2e Pornic
- 2e Sables-d'Olonne
- 2e Coron
- 2e Chemillé
- Les Aubiers
- 1re Challans
- Saint-Gervais
- Vezins
- 1re Port-Saint-Père
- 2e Machecoul
- 1re Beaupréau
- 1er Beaulieu-sous-la-Roche
- 1re Legé
- Thouars
- 1re Saint-Colombin
- 2e Port-Saint-Père
- 1re La Châtaigneraie
- Palluau
- 1re Fontenay-le-Comte
- 2e Fontenay-le-Comte
- Doué
- Montreuil-Bellay
- Saumur
- 3e Machecoul
- La Louée
- Parthenay
- 1re Luçon
- Nantes
- 1re Moulins-aux-Chèvres
- 1re Châtillon
- Martigné-Briand
- Vihiers
- Les Ponts-de-Cé
- 2e Luçon
- Château d'Aux
- 3e Luçon
- 1re La Roche-sur-Yon
- Vertou
- 2e Chantonnay
- Vrines
- 3e Port-Saint-Père
- 1re Montaigu
- Torfou
- 3e Coron
- Pont-Barré
- 2e Montaigu
- 1re Saint-Fulgent
- Le Pallet
- Treize-Septiers
- 2e Moulins-aux-Chèvres
- 2e Châtillon
- La Tremblaye
- 2e Cholet
- Beaupréau

- Laval
- Croix-Bataille
- Entrammes
- Ernée
- Fougères
- Granville
- Pontorson
- Avranches
- Dol
- Angers
- La Flèche
- Pontlieue
- Le Mans
- Savenay

- 1re Noirmoutier
- 2e Noirmoutier
- 4e Port-Saint-Père
- Rouans
- Sainte-Pazanne
- La Garnache
- Bouin
- Bois-de-Céné
- 2e Legé
- 1re Quatre Chemins de l'Oie
- 4e Machecoul
- 5e Machecoul
- 3e Noirmoutier
- 2e Saint-Fulgent
- Grasla
- Princé

- Noyades de Nantes
- Fusillades de Nantes
- Fusillades du Marillais
- Fusillades d'Avrillé
- Legé
- Château d'Aux

- Aizenay
- Gesté
- Chauché
- 3e Legé
- 3e Cholet
- 2e Saint-Colombin
- 2e Beaupréau
- 2e Bressuire
- Argenton-Château
- La Gaubretière
- La Vivantière
- Lucs-sur-Boulogne
- 2e La Roche-sur-Yon
- Les Clouzeaux
- 1re Mortagne
- Les Ouleries
- 2e Challans
- 1re Moutiers-les-Mauxfaits
- Chaudron-en-Mauges
- Mormaison
- 3e Challans
- Les Rouchères
- Chanteloup
- 2e La Châtaigneraie
- La Chambaudière
- Les Bauches
- La Roullière
- Fréligné
- 2e Moutiers-les-Mauxfaits
- La Grève
- Chalonnes
- 2e Saint-Florent-le-Vieil

- Les Essarts
- 2e Beaulieu-sous-la-Roche
- Belleville
- Saint-Jean-de-Monts
- Île d'Yeu
- Saint-Cyr-en-Talmondais
- 2e Mortagne
- Mouilleron-le-Captif
- Les Landes-Genusson
- Saint-Denis-la-Chevasse
- Landes de Béjarry
- 2e Quatre Chemins de l'Oie
- Le bois du Détroit
- Montorgueil
- La Bruffière
- La Créancière
- 3e Chemillé
- La Bégaudière
- Froidfond
- La Chabotterie

- Montaigu
- Les Aubiers
- La Flocellière
- Chambretaud

- Les Échaubrognes
- L'Aiguillon
- Aizenay
- Saint-Gilles-sur-Vie
- Les Mathes
- Rocheservière
- Thouars

- Maisdon
- Le Chêne
- La Penissière
- Saint-Aubin-des-Ormeaux

Les colonnes infernales est le nom donné à des colonnes incendiaires ayant opéré de janvier à mai 1794 sous le commandement du général républicain Louis Marie Turreau lors de la guerre de Vendée, et qui devaient détruire les derniers foyers insurrectionnels de la Vendée militaire.
Après l'anéantissement de l'Armée catholique et royale à la fin de l'année 1793 lors de la Virée de Galerne, le général Turreau met au point un plan visant à quadriller la Vendée militaire par douze colonnes incendiaires qui reçoivent les ordres suivants : exterminer tous les « brigands » ayant participé à la révolte, femmes et enfants inclus ; faire évacuer les populations neutres ou patriotes ; saisir les récoltes et les bestiaux ; incendier les villages et les forêts.
De janvier à mai 1794, les colonnes quadrillent les territoires insurgés en Maine-et-Loire, dans la Loire-Inférieure, la Vendée et les Deux-Sèvres. Les ordres de Turreau ne sont pas appliqués de la même manière par les différents généraux. Si certains tentent de limiter les exactions, d'autres ravagent tout sur leur passage, commettant incendies, pillages, viols, tortures et massacres des populations, souvent sans distinction d'âge, de sexe ou d'opinion politique, patriotes inclus. Ces atrocités coûtent la vie à des dizaines de milliers de personnes et valent aux colonnes incendiaires d'être surnommées « colonnes infernales ».
Loin de mettre fin à la guerre, ces exactions provoquent de nouveaux soulèvements de paysans menés par les généraux Charette, Stofflet, Sapinaud et Marigny. Finalement, Turreau ne parvient pas à vaincre les insurgés et l'extrême brutalité de ses colonnes est dénoncée par les patriotes locaux ainsi que par certains représentants en mission. Il finit par perdre la confiance du Comité de salut public. Sa destitution en mai 1794 met fin aux colonnes mais pas à la guerre, qui continue jusqu'en 1795.

## Planification de l'«anéantissement de la Vendée»

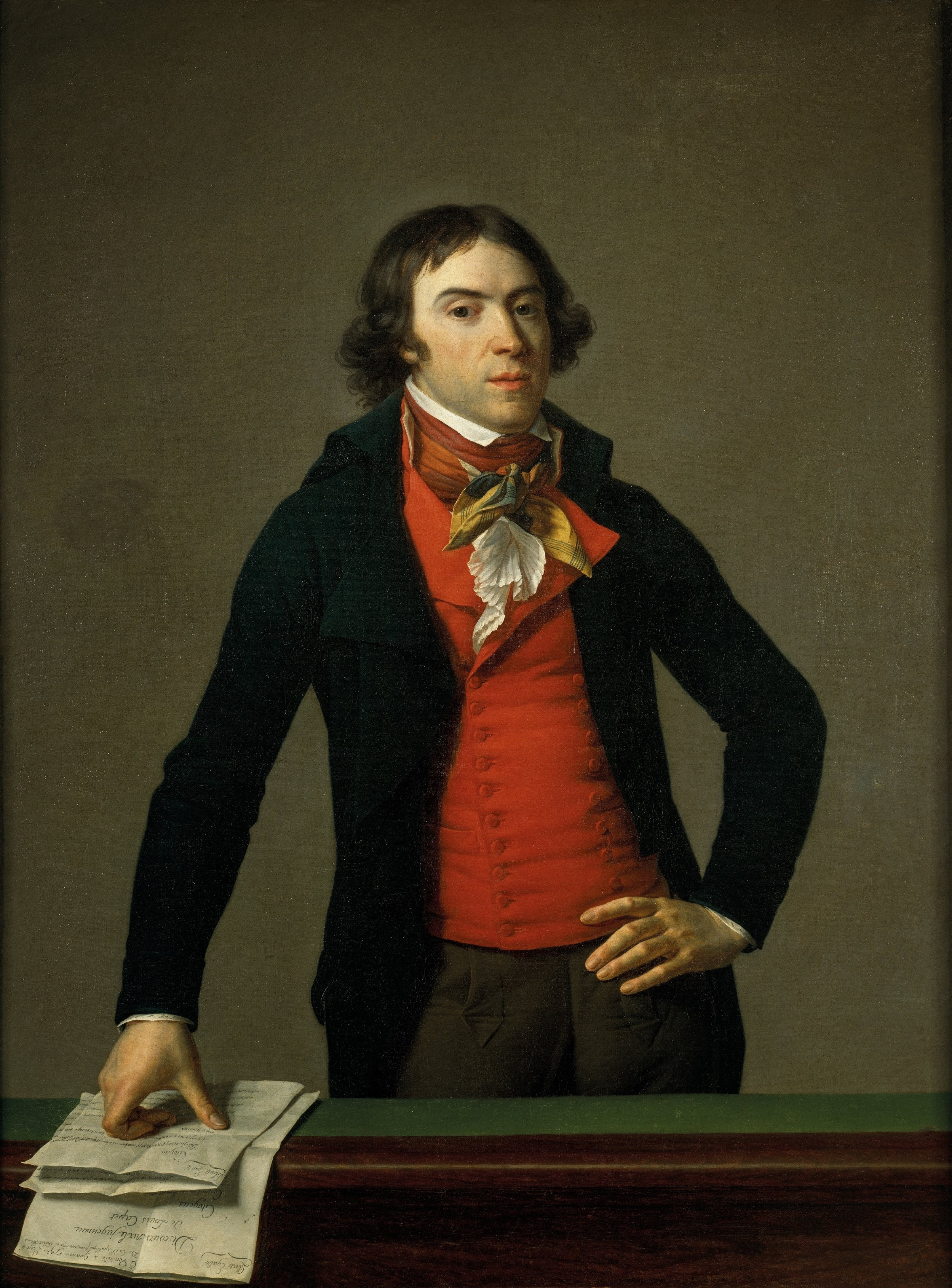
Bertrand Barère de Vieuzac (peinture de Jean-Louis Laneuville, 1794).

La guerre de Vendée débute en mars 1793. Dans un premier temps, les insurgés vendéens de l'armée catholique et royale remportent une série de victoires durant le printemps : les villes de Thouars, Fontenay-le-Comte, Saumur et Angers sont prises. Cependant, les Vendéens échouent fin juin devant Nantes tandis que les villes conquises sont progressivement abandonnées. Les Républicains repassent alors à l'offensive. Début juillet une petite armée remporte plusieurs succès et pénètre au cœur du territoire insurgé mais est rapidement écrasée à Châtillon, lors d'une contre-attaque. Les autres offensives républicaines sont contenues et aucun des deux camps ne prend l'avantage durant l'été.
À Paris, alors que la République subit les offensives des armées de la Première Coalition, les révolutionnaires sont excédés par le « coup de poignard dans le dos » que constitue l'insurrection vendéenne. Le 26 juillet 1793, à la Convention nationale, Barère réclame la destruction de la Vendée et l'extermination des insurgés.
Le 1er août, la Convention nationale décrète l'anéantissement de la Vendée :

« Article 6 : Il sera envoyé en Vendée des matières combustibles de toutes sortes pour incendier les bois, les taillis et les genêts. 
Article 7 : Les forêts seront abattues, les repaires des rebelles seront détruits, les récoltes seront coupées par les compagnies d'ouvriers, pour être portées sur les derrières de l'armée, et les bestiaux seront saisis.
Article 8 : Les femmes, les enfants et les vieillards seront conduits dans l'intérieur; il sera pourvu à leur subsistance et à leur sécurité avec tous les égards dus à leur humanité. »

Les autres articles concernent les mesures à prendre sur l'organisation des troupes.
Le 9 août 1793, la Convention décide de l'envoi en Vendée de l'armée de Mayence, considérée comme étant l'une des meilleures de la République. En septembre, les Républicains lancent une grande offensive. Les décrets incendiaires de la Convention sont appliqués et plusieurs massacres sont commis. Le général Jean-Antoine Rossignol, général en chef de l'armée des côtes de La Rochelle, se vante d'avoir semé la terreur mais fait épargner les femmes et les enfants. À l'Est, les généraux sans-culottes sont rapidement repoussés par les Vendéens, mais au Nord l'armée de Mayence et l'armée des côtes de Brest remportent plusieurs succès et semblent inarrêtables. Après avoir essuyé plusieurs revers, les Vendéens regroupent leurs forces et battent les Mayençais à la bataille de Torfou le 18 septembre 1793. Les républicains se replient alors sur Nantes. À Paris c'est la stupeur et les conventionnels sont excédés. La Convention nationale adopte un second décret le 1er octobre et les troupes sont réorganisées : l'armée de Mayence, l'armée des côtes de La Rochelle et une partie de l'armée des côtes de Brest sont dissoutes pour former l'armée de l'Ouest. Les généraux nobles sont destitués. Les Conventionnels exigent la victoire avant le 20 octobre
Le 1er octobre 1793, Bertrand Barère prononce un discours resté célèbre à la Convention, avec l'anaphore « Détruisez la Vendée », et qui aboutit au vote de la loi du 1er octobre 1793, dite « loi d'extermination ».
Les Républicains lancent une nouvelle offensive et après plusieurs succès, ils remportent une victoire décisive le 17 octobre 1793, à la bataille de Cholet. Vaincus, les Vendéens au nombre de 60 000 à 100 000, femmes et enfants inclus, traversent la Loire afin d'obtenir des secours des Britanniques, des Émigrés et des Chouans. C'est le début de la « Virée de Galerne ». L'armée de l'Ouest se lance alors à la poursuite des Vendéens, et si quelques troupes continuent de combattre en Vendée, l'essentiel de la guerre se porte au nord de la Loire, dans le Maine et la Haute-Bretagne. De ce fait, l'application du plan d'incendie et d'extermination est suspendue. Seule l'armée du Marais commandée par Charette et quelques troupes de moindre importance continuent de combattre en Vendée contre la division du général Haxo.
Le 7 novembre 1793, à l'Assemblée nationale, le département de la Vendée est rebaptisé « Vengé » sur proposition de Antoine Merlin de Thionville, qui demande en outre à faire repeupler le département par des réfugiés patriotes de France et d'Allemagne. Fayau, député de la Vendée, renchérit et réclame l'envoi d'une armée incendiaire.

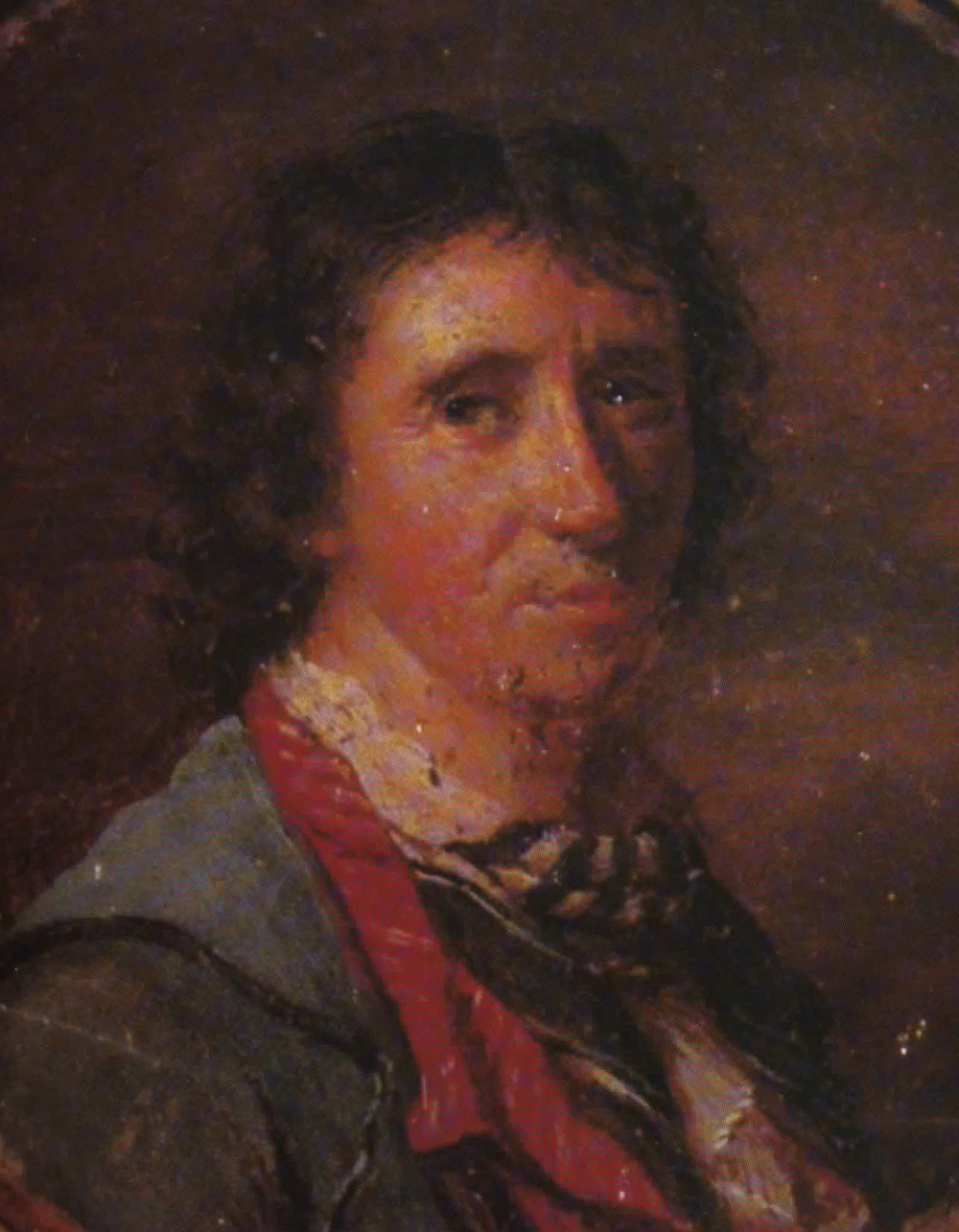
Jean-Baptiste Carrier (miniature, auteur anonyme, fin XVIIIe siècle).

Le 11 décembre, le représentant Jean-Baptiste Carrier, investi des pleins pouvoirs en Loire-Inférieure, ordonne aux généraux Haxo et Dutruy d'exécuter aussi bien les femmes que les hommes. Le 12 décembre, Carrier annonce à Haxo son intention d'affamer les Vendéens.
De nombreuses propositions sont faites par des Républicains pour détruire les Vendéens : le général Westermann propose d'abandonner aux Vendéens une voiture d'eau-de-vie, empoisonnée par de l'arsenic. L'idée est refusée, probablement par peur que les soldats républicains n'en boivent en cachette. Le 22 août, le général Santerre propose l'utilisation de mines au ministre de la guerre,.
Une expérience est tentée par le pharmacien Joachim Proust qui conçoit une boule remplie « d'un levain propre à rendre mortel l'air de toute une contrée »,, sans succès.
Finalement, fin décembre 1793, au nord de la Loire, les Vendéens et les Chouans sont écrasés aux batailles du Mans et de Savenay par les troupes républicaines des généraux Kléber et Marceau. Seuls 4 000  des 60 000 à 100 000 participants de la Virée de Galerne parviennent à regagner la Vendée. 50 000 à 70 000 ont été tués et des milliers d'autres sont faits prisonniers.
Seul Charette qui n'a pas pris part à la Virée de Galerne continue de combattre en Vendée mais il n'a plus que quelques centaines d'hommes dans les marais de Retz. Ailleurs, quelques groupes dispersés de soldats vendéens continuent d'errer dans les campagnes et la répression frappe les départements insurgés.

## Les colonnes de Turreau

### Rejet du plan de Kléber
Le 27 novembre 1793, le général Louis Marie Turreau est nommé à la tête de l'armée de l'Ouest, cependant cette promotion lui déplaît et il tarde à gagner son poste. Ce sont finalement les généraux Marceau, Kléber et Westermann qui triomphent des Vendéens lors de la Virée de Galerne.
Le 30 décembre à Nantes, François Séverin Marceau passe son commandement de général en chef de l'armée de l'Ouest, dont il n'assurait que l'intérim, au général Turreau. Après un bref passage dans l'armée des côtes de Brest, Marceau quitte l'Ouest pour aller combattre la Première Coalition aux frontières.
Turreau doit donc finir la guerre de Vendée ; il est proche des Hébertistes et les Mayençais lui sont hostiles. Il a le choix entre deux méthodes : la pacification, éventuellement musclée, et la répression violente. Le 19 décembre, il propose un plan d'amnistie au Comité de salut public sur les conseils du général Jean-François Moulin,. N'ayant pas de réponse, il prépare un nouveau plan, en application stricte des décrets de la Convention.

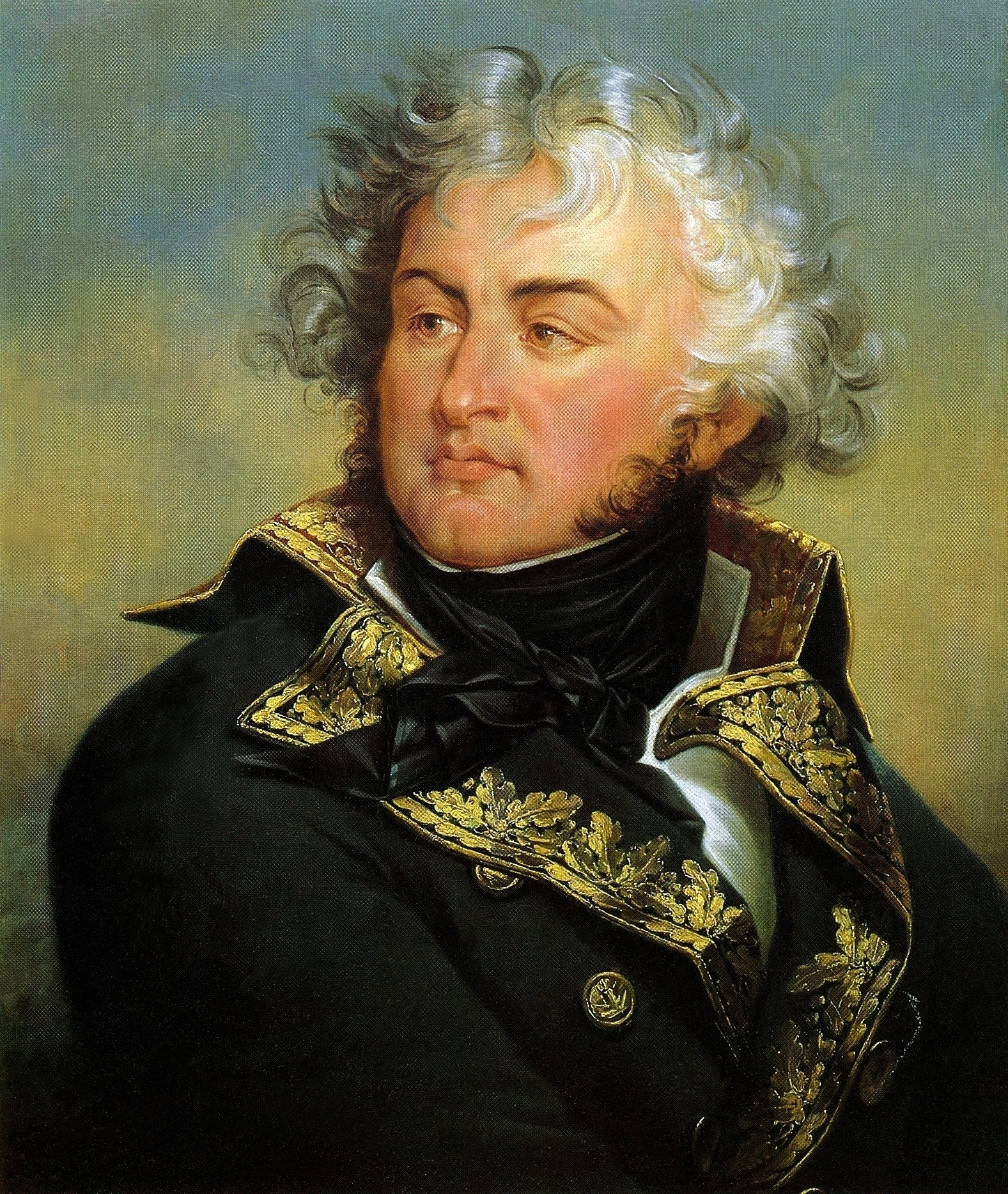
Jean-Baptiste Kléber (peinture d'Adèle de Kercado, vers 1830, Musée de l'armée, Paris).

Le 7 janvier 1794, Kléber soumet un plan au général Turreau. Selon lui, les forces vendéennes ne sont plus dangereuses et il estime leur effectif à 6 200 hommes en tout, alors que les Républicains disposent de 28 000 soldats opérationnels. Il propose de protéger les côtes des Anglais, d'encercler et de quadriller le territoire insurgé en utilisant des camps fortifiés comme points d'appui, de gagner la confiance des habitants et enfin de n'attaquer que les rassemblements des rebelles,. Mais ce plan est rejeté par Turreau, sans doute par opposition personnelle. Kléber obtient l'approbation des représentants Carrier et Gilet mais ceux-ci refusent d'agir. Kléber est finalement muté le 9 janvier à l'armée des côtes de Brest.

### Plan de Turreau
Le 16 janvier, Turreau demande des ordres clairs sur le sort des femmes et des enfants ; à ce titre, il écrit aux représentants Francastel, Bourbotte et Louis Turreau, son cousin :

« Mon intention est bien de tout incendier, de réserver que les points nécessaires à établir les cantonnements propres à l'anéantissement des rebelles ; mais cette grande mesure doit être prescrite par vous. Je ne suis que l'agent passif des volontés du corps législatif... Vous devez également prononcer d'avance sur le sort des femmes et des enfants que je rencontrerai dans ce pays révolté. S'il faut les passer tous au fil de l'épée, je ne puis exécuter une pareille mesure sans un arrêté qui mette à couvert ma responsabilité... En huit jours, la Vendée doit être battue, tous les rebelles pressés entre moi, Haxo et Dutry, et si j'avais adopté une autre marche, j'aurais manqué mon but,. »

La lettre de Turreau reste sans réponse; cependant. Bourbotte et Louis Turreau se déclarent malades et demandent leurs rappels, néanmoins le général prévoit, à l'aide de douze colonnes avançant parallèlement, de parcourir le pays rebelle, d'est en ouest, pour traquer les insurgés, et détruire leurs biens, de Brissac au nord, à Saint-Maixent au sud.
Le plan de Turreau entre en application le 21 janvier. Il a à sa disposition six divisions à l'est de la Vendée, chacune étant divisée en deux colonnes. Un des problèmes des troupes républicaines pendant la guerre de Vendée ayant été la coordination, il donne à tous des lieux de rendez-vous précis, avec date à tenir. Les itinéraires sont indiqués commune par commune. Les chefs de colonnes doivent correspondre entre eux et avec le général en chef deux fois par jour pour garder une bonne coordination. Il faut aussi éviter le combat, sauf en cas de victoire certaine et utiliser tous les moyens pour dénicher les rebelles, brûler tout ce qui peut brûler, réquisitionner tous les vivres. Treize communes stratégiques sont toutefois exemptées : Saint-Florent, Luçon, Montaigu, La Châtaigneraie, Sainte-Hermine, Machecoul, Challans, Chantonnay, Saint-Vincent-Sterlanges, Cholet, Bressuire, Argenton et Fontenay-le-Comte.

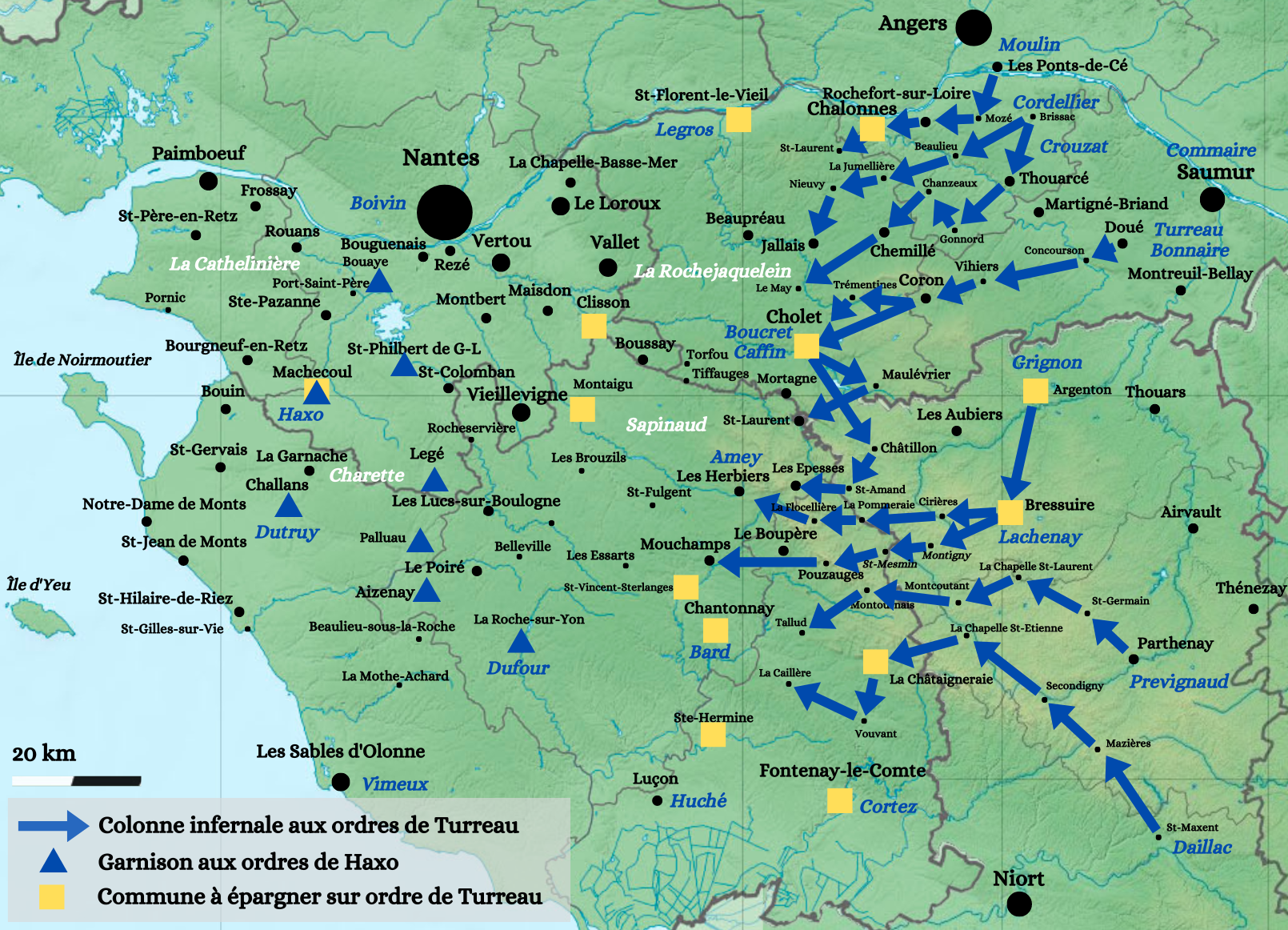
Parcours des colonnes infernales entre le 17 et le 31 janvier 1794.

- 1re division, 500 hommes[38], commandée par Duval, divisée en deux colonnes qui sont commandées par Daillac et Prevignaud. Les deux colonnes partent de Saint-Maixent et Parthenay et doivent arriver à La Caillere et Tallud-Sainte-Gemme ;
- 2e division, 1 500 hommes[39], commandée par Grignon, ses colonnes sont commandées par lui-même et Lachenay : les deux colonnes partent de Bressuire et doivent arriver à La Flocellière et Pouzauges ;
- 3e division, commandée par Boucret, ses colonnes sont commandées par lui-même et Caffin : les deux colonnes partent de Cholet et doivent arriver aux Épesses et à Saint-Laurent-sur-Sèvre ;
- 4e division, commandée par Turreau, ses colonnes sont commandées par lui-même et Bonnaire : les deux colonnes partent de Doué et doivent arriver à Cholet ;
- 5e division, 1 870 à 3 813 hommes[40], commandée par Cordellier, ses colonnes sont commandées par lui-même et Crouzat : les deux colonnes partent de Brissac et doivent arriver à Jallais et Le May ;
- 6e division, 650 hommes, commandée par Jean-Baptiste Moulin, part des Ponts-de-Cé pour Sainte-Christine[41].

En complément, Turreau charge le général Haxo, qui poursuivait jusqu'alors Charette sur les côtes ouest de la Vendée, de former huit colonnes, chacune forte de quelques centaines d'hommes qui parcourent la Vendée d'ouest en est, allant à la rencontre des douze autres. Ces colonnes doivent occuper les principales villes pour le 26 janvier afin de refouler l'armée de Charette vers les colonnes de Turreau :
- 1re colonne, 800 hommes, commandée par Dufour, occupe Creil[43].
- 2e colonne, 800 hommes, à La Roche-sur-Yon[43].
- 3e colonne, 800 hommes, de Challans à Aizenay[43].
- 4e colonne, 800 hommes, d'Aizenay à Palluau[43].
- 5e colonne, 600 à 700 hommes, occupe Legé[43].
- 6e colonne, 800 hommes, de Machecoul à Saint-Étienne-de-Corcoué[43].
- 7e colonne, 800 hommes, de Paimbœuf et Bourgneuf-en-Retz à Saint-Philbert-de-Grand-Lieu[43].
- 8e colonne, 300 hommes, occupe Bouaye[43].

D'autres troupes tiennent garnison dans les villes qui entourent la Vendée militaire. Le général Vimeux occupe Les Sables-d'Olonne, Legros dirige les troupes à Saint-Florent-le-Vieil, Bard occupe Chantonnay et ses environs avec 2 500 hommes, Huché dirige la place de Luçon, Commaire commande Saumur, Amey, Les Herbiers et Carpantier, Doué-la-Fontaine,.

### Application

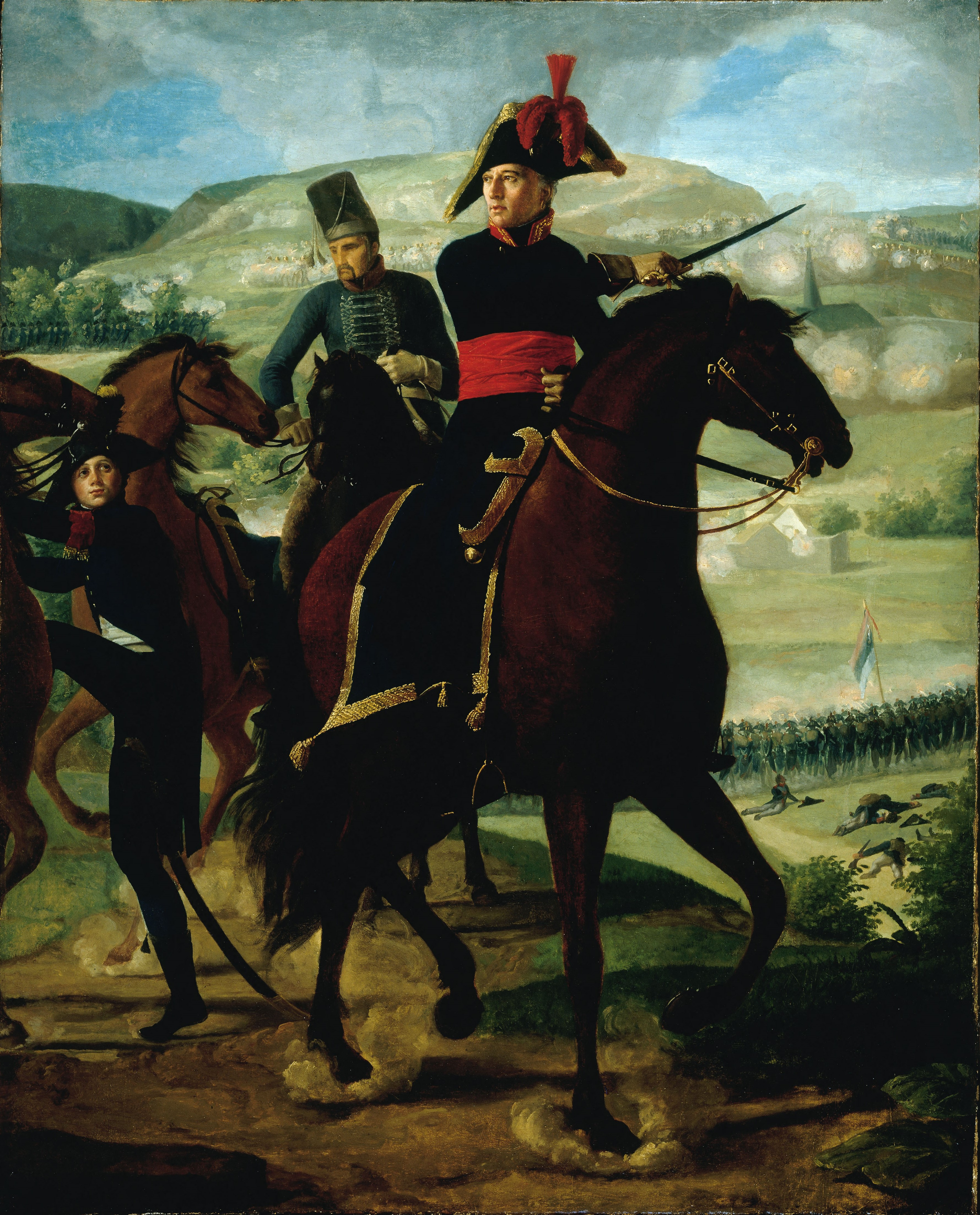
Louis Marie Turreau (peinture de Louis Hersent, 1800, Musée Carnavalet, Paris).

Dans ses mémoires Turreau déclare : « Quant à mes instructions, je les puisais dans plusieurs décrets de la Convention, divers arrêtés des Comités de gouvernement et ceux des Représentants en mission dans l'Ouest. » Le 19 janvier 1794, il envoie à ses généraux les instructions suivantes : 

« Instruction relative à l'exécution des ordres donnés par le général en chef de l'armée de l'Ouest, contre les brigands de la Vendée, (30 nivôse an II) : 
Il sera commandé journellement et à tour de rôle un piquet de cinquante hommes pourvu de ses officiers et sous-officiers, lequel sera destiné à escorter les prisonniers, et leur fera faire leur devoir. L'officier commandant ce piquet prendra tous les jours l'ordre du général avant le départ, et sera responsable envers lui de son exécution ; à cet effet il agira militairement avec ceux des prisonniers qui feindraient de ne point exécuter ce qu'il leur commanderait, et les passera au fil de la baïonnette.
 Tous les brigands qui seront trouvés les armes à la main, ou convaincus de les avoir prises pour se révolter contre leur patrie, seront passés au fil de la baïonnette. On en agira de même avec les filles, femmes et enfants qui seront dans ce cas. Les personnes seulement suspectes ne seront pas plus épargnées, mais aucune exécution ne pourra se faire sans que le général l'ait préalablement ordonnée.
Tous les villages, métairies, bois, genêts et généralement, tout ce qui peut être brûlé sera livré aux flammes, après cependant que l'on aura distrait des lieux qui en seront susceptibles, toutes les denrées qui y existeront ; mais, on le répète, ces exécutions ne pourront avoir leur effet que quand le général l'aura ordonné. Le général désignera ceux des objets qui doivent être préservés de l'incendie.
Il ne sera fait aucun mal aux hommes, femmes et enfants en qui le général reconnaîtra des sentiments civiques, et qui n'auront pas participé aux révoltes des brigands de la Vendée ; il leur sera libre d'aller sur les derrières de l'armée, pour y chercher un asile, ou de résider dans les lieux préservés de l'incendie. Toute espèce d'arme leur sera cependant ôtée, pour être déposée dans l'endroit qui sera indiqué par le général,. »

Le territoire de la Vendée militaire comporte 735 communes, peuplées au début de la guerre de 755 000 habitants.
Dans un premier temps, son plan doit être exécuté pour début février mais des petits groupes de Vendéens s'infiltrent dans le bocage, entre les colonnes. Des groupes plus importants, suffisamment pour ne pas être inquiétés par les effectifs des Bleus, se constituent. Il demande donc au Comité de salut public de préparer les indemnisations pour ceux qui seront évacués, afin de vider le pays de sa population et de combattre plus facilement les insurgés. Dès le 23 janvier, le représentant Laignelot dénonce à la Convention les massacres commis dans les environs de Challans par les troupes du général Haxo, mais sa lettre ne provoque aucune réaction
De janvier à mai 1794, le plan est mis à exécution. Les colonnes appliquent une politique de la terre brûlée. La plupart du temps, elles massacrent, violent, pillent et détruisent tout ce qu'elles rencontrent sur leur passage. Elles sont bientôt surnommées « colonnes infernales » ; dans ses mémoires, le chef vendéen Bertrand Poirier de Beauvais écrit qu'elles étaient appelées ainsi par les Républicains eux-mêmes.
Malgré les instructions de Turreau, les généraux interprètent librement les ordres reçus et agissent de manière très diverses. Certains officiers n'appliquent pas les ordres de destruction et de tueries systématiques et respectent les ordres d'évacuations des populations jugées républicaines. Moulin fait ainsi évacuer scrupuleusement les habitants jugés patriotes. Haxo, constitue huit colonnes, et leur assigne comme objectif la capture de Charette, sans pour autant obéir aux ordres barbares de Turreau : « Nous sommes des soldats pas des bourreaux ! ». Il épargne par exemple la gentilhommière de Charette à Fonteclose.
En revanche, les troupes commandées par Cordellier, Grignon, Huché et Amey se distinguent par leurs violences et leurs atrocités, au point d'exterminer des populations entières, massacrant indistinctement royalistes et patriotes. Ces troupes se livrent ainsi aux pillages, massacrent la population civile, violant et torturant, tuant femmes et enfants, souvent à l'arme blanche pour ne pas gaspiller la poudre, brûlant des villages entiers, saisissants ou détruisant les récoltes et le bétail. Des femmes enceintes sont écrasées sous des pressoirs, des nouveau-nés sont empalés au bout des baïonnettes. D'après des témoignages de soldats ou d'agents républicains, des femmes et des enfants sont coupés vifs en morceaux ou jetés vivants dans des fours à pain allumés,. Parfois, les membres de la Commission civile et administrative créée à Nantes pour récupérer vivres et bétail au profit des Bleus, accompagnent les armées, ce qui permet d'épargner des vies et des localités.
Les bourgs traversés par les troupes de Turreau sont constamment incendiés, mais la campagne se déroulant en hiver, des bâtiments échappent souvent aux incendies et les soldats ont le plus grand mal à mettre le feu aux forêts et aux genêts. Les colonnes sont surtout actives lors des deux premiers mois. Dès février, les embuscades vendéennes ralentissent énormément les colonnes qui sont parfois réduites à l'immobilisme.

### Intervention de la Convention

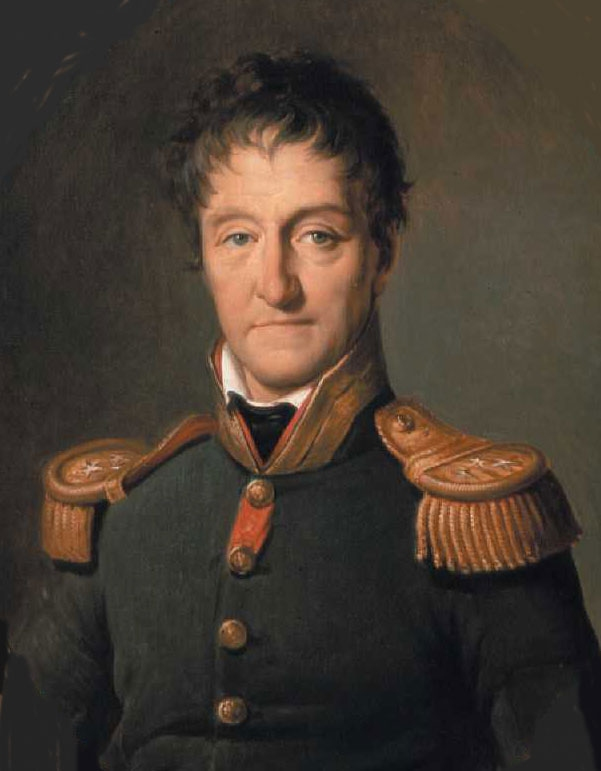
Lazare Carnot.

À trois reprises, Turreau demande à la Convention nationale l'approbation de son plan. Mais les membres des Comités et de la Convention ne sont pas unanimes, et le général Turreau ne reçoit aucune réponse avant le 8 février, jour où Lazare Carnot lui écrit que le Comité est resté longtemps silencieux car il attendait « de grands résultats avant de se prononcer dans une matière sur laquelle on l'a déjà trompé tant de fois », il lui affirme qu'aux yeux du Comité ses mesures « paraissent bonnes et ses intentions pures » et que, de fait, sa mission est d'exterminer les brigands jusqu'au dernier et de faire désarmer le pays insurgé
La défaite des colonnes de Moulin et Caffin, le 8 février, lors de la troisième bataille de Cholet retentit jusqu'à Paris et provoque la stupeur de la Convention. Le 10 février, Couthon réclame l'application du décret de désarmement de la Vendée. Puis le 11 février, de Tours, l'agent spécial du Comité de salut public, Marc Antoine Jullien, ami de Robespierre, révèle les exactions des troupes de Turreau contre les patriotes vendéens, il accuse les généraux de s'enrichir par le pillage au lieu d'affronter les brigands.
Le 12 février 1794, Barère fait un rapport à la Convention nationale dans lequel il désapprouve la conduite des opérations menées par Turreau ; il dénonce une « barbare et exagérée exécution des décrets » et reproche au général d'avoir incendié des villages paisibles et patriotes au lieu de traquer des insurgés.

### Les représentants en mission
Le même jour, le Comité de salut public charge les représentants Francastel, Hentz et Garrau d'enquêter auprès de Turreau et de prendre les mesures nécessaires pour que la guerre soit terminée dans les quinze jours à venir. Ceux-ci rencontrent le général à Angers le 19 février ; ce dernier leur fait bonne impression,. Turreau prétend avoir été trompé sur les forces réelles des Vendéens et son plan reçoit le soutien des représentants qui eux-mêmes sont soutenus par le comité, qui juge les représentants les mieux placés pour apprécier les mesures à prendre sur place,.
Le 13 février 1794, Carnot envoie un nouveau courrier à Turreau, dans lequel il le somme de « réparer ses fautes », de mettre fin à sa tactique de dissémination des troupes, d'attaquer en masse et d'exterminer les rebelles enfin. « Il faut tuer les brigands et non pas brûler les fermes » explique-t-il, ajoutant pour finir que la guerre doit être terminée dans les plus brefs délais. En outre le Comité envoie le général Jean Dembarrère en Vendée pour seconder Turreau mais son arrivée est sans conséquence.
Ne se sentant pas soutenu, Turreau propose à deux reprises sa démission, le 31 janvier et le 18 février, mais elle est refusée malgré les dénonciations des administrateurs départementaux. Il cherche alors à rassurer la Convention en transformant de petits succès en grandes victoires et en dénonçant les rapports alarmistes des Républicains locaux.
À de nombreuses reprises, les représentants Hentz, Garrau et Francastel écrivent au Comité de salut public que « la guerre de la Vendée ne sera complètement terminée que quand il n'y aura plus un habitant dans la Vendée ». Le 20 février, ils donnent l'ordre aux réfugiés de quitter les abords du territoire insurgé et s'en éloigner de plus de vingt lieues (80 km) sous peine d'arrestation. Les sommes nécessaires à leur voyage leur sont fournies. Les malades, les vieillards, les enfants, leur famille proche et leurs domestiques sont exemptés de l’éloignement, ainsi que des artisans spécialisés utiles à l’armée. Ces mesures provoquent l'hostilité des patriotes vendéens et plusieurs d'entre eux refusent d'obéir. Le 25 février, Hentz et Francastel expliquent que le but de Turreau « est de ne plus laisser dans le pays révolté que les rebelles, que l'on pourra plus aisément détruire, et sans confondre avec eux des innocents et des bons citoyens. »
Le 9 mars, les représentants Francastel et Hentz écrivent au Comité de salut public qu'ils estiment que la Vendée « ne contient plus d'habitants, qu'une quinzaine ou une vingtaine de mille habitants de l'ancienne population, qui devait être de 160 000 habitants. Nous sommes sûrs d'avoir fait évacuer tout ce qui n'est point criminel dans ce pays. [...] Il résulte [...] que quand la guerre de la Vendée sera complètement terminée, il n'y restera point d'habitants, puisqu'on y aura tout détruit. [...] Il faudra déclarer tout le pays confisqué à la République, sauf l'indémnité aux réfugiés, et le nombre de ces réfugiés est très faible, relativement au reste qui est coupable, qui a péri et qui périra ».
Mais la guerre s'éternise et, début mars, Turreau reçoit l'ordre de concentrer ses forces sur les côtes. Malgré ses protestations, les postes isolés doivent être abandonnés. À la demande des représentants, les douze colonnes sont reformées en quatre colonnes de taille plus importante. Le 10 mars, Turreau modère ses injonctions de destructions et donne l'ordre de cesser les incendies des maisons et métairies jusqu'à nouvel ordre. Les représentants s'impatientent, et, le même jour, Francastel et Hentz somment Turreau de terminer la guerre avant huit jours.
Le même jour, devant la Convention, Carrier pourtant auparavant proche de Marceau et Kléber, et ayant approuvé le plan de ce dernier en janvier, prend position en faveur de la politique de Turreau.
De son côté, au nord de la Loire, Jean-Antoine Rossignol, général de l'Armée des côtes de Brest, aux prises avec les Chouans, demande que le décret sur la Vendée du 1er août 1793 soit également appliqué aux communes insurgées au nord du fleuve. Cette demande formulée le 19 avril, et à laquelle s'oppose le général Kléber, est cependant sans suites.

### Rappel de Turreau

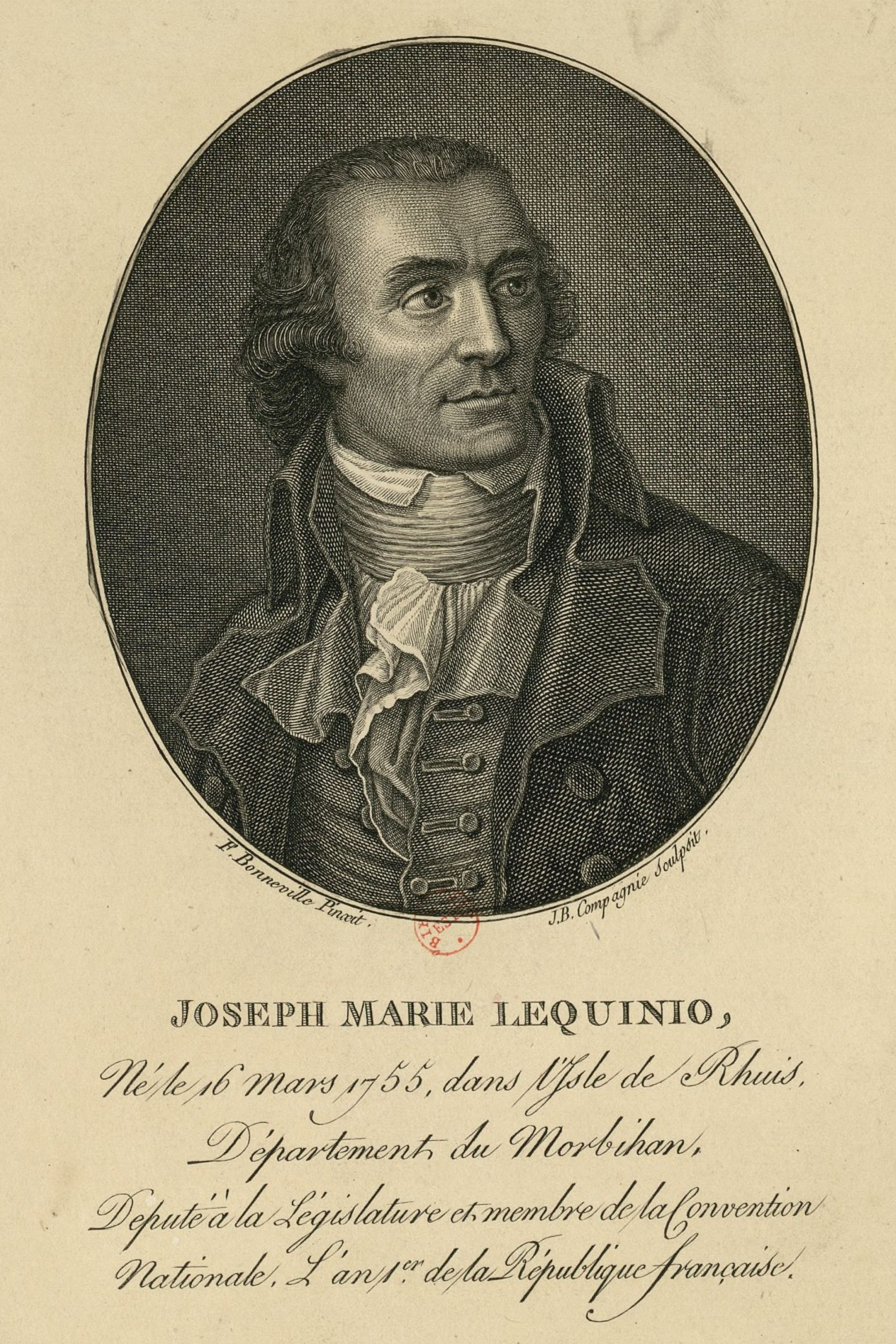
Joseph Lequinio

Le 1er avril 1794, Joseph Lequinio présente un nouveau rapport devant le Comité de salut public. Il juge indispensable de faire exécuter les prisonniers de guerre vendéens pris les armes à la main, et souhaite même que cette mesure soit également appliquée aux soldats de la Première Coalition, cependant il estime que la population de la Vendée est encore trop nombreuse pour être exterminée, et finalement désapprouve les massacres des civils et accuse lui aussi les militaires de profiter de la guerre pour s'enrichir par le pillage au lieu de combattre les rebelles,.
Peu après, pour la première fois, une délégation de Républicains vendéens est reçue à Paris. Menée par Chapelain et Tillier, elle réclame la fin des incendies et la distinction entre le pays fidèle et le pays insurgé. Arrivés dans l'ouest en mars, les représentants en mission — Mathieu Guezno et Jean-Nicolas Topsent — demandent le départ de Turreau. Le 6 avril, une déclaration solennelle du Comité de salut public signée par Carnot, Barère, Billaud-Varenne et Collot d'Herbois exige la victoire imminente.
Après quelques hésitations, le 10 avril, dans une lettre au comité, Hentz et Francastel déclarent conserver leur confiance envers Turreau. Le 12 avril, une partie des troupes de l'armée de l'Ouest sont retirées à Turreau pour aller combattre la coalition aux frontières. Pour le Comité de salut public, la guerre de Vendée passe au second plan. Turreau modifie alors ses plans, il met fin aux colonnes et fait construire des camps retranchés. Mais le mois d'avril n'est aucunement décisif et Turreau est finalement suspendu le 13 mai 1794.
Cependant si le Comité de salut public a désapprouvé le massacre des patriotes de Vendée, celui-ci a laissé faire les tueries des vieillards, des femmes et des enfants des rebelles. De même, jamais les Républicains vendéens ne dénoncent les ravages commis à l'encontre des civils royalistes. Le 23 juillet 1794, Lazare Carnot dans une lettre écrite au nom du Comité de salut public adressée aux représentants du peuple à Niort, refuse d'intervenir en leur faveur.

## L'armée républicaine

### Les soldats
« Il faut que chaque homme, dès que la patrie sera en danger, soit prêt à marcher. Il est établi comme axiome qu'en France, tout citoyen doit être soldat, et tout soldat citoyen. »

— Dubois-Crancé
En 1791, 10 000 hommes sont détachés de la garde nationale pour former le noyau de la nouvelle armée révolutionnaire. Ces jeunes volontaires de 1791 sont alors animés par un véritable patriotisme et un grand engouement révolutionnaire. Le 20 avril 1792, les guerres de la Révolution française débutent et, le 11 juillet, la patrie est déclarée en danger ; les premières levées sont opérées. Mais nombres des nouveaux conscrits n'ont pas l'exaltation révolutionnaire de leurs prédécesseurs et s'engagent avant tout pour toucher la solde. À la suite de ces levées, les volontaires dépassent largement en nombre les « habits blancs » de l'ancienne armée royale. Cependant, l'armée républicaine n'a aucune discipline, et au combat les soldats prennent facilement la fuite alors que d'autres, enrôlés par la réquisition, désertent à la première occasion tandis que les autorités ne cherchent qu'à compenser la mauvaise qualité par la quantité. Quelques bataillons se distinguent toutefois par leur ardeur. Cependant l'esprit a totalement changé depuis 1791 et les soldats manquent de tout, sont mal équipés, mal nourris et commettent fréquemment vols et viols.
L'amalgame entre les volontaires et les troupes de ligne de l'ancienne armée royale est alors décidée. Mais au printemps 1793, on observe au sein de l'armée une radicalisation des esprits. La lutte entre Girondins et Montagnards provoque de vives tensions. Les soldats vivent dans la hantise d'une trahison et parfois refusent d'obéir aux ordres de leurs officiers. Ceux qui s'avisent de réprimander ou de punir un soldat sont menacés par leurs hommes d'être dénoncés comme « aristocrate ». Les Hébertistes exercent une véritable propagande et s'emploient à répandre l'esprit sans-culotte au sein de l'armée. Dans l'armée du Nord, le Journal de la Montagne et Le Père Duchesne sont distribués aux soldats et radicalisent l'esprit de la troupe. Le 12 novembre, 10 000 soldats de l'armée du Nord sont envoyés en Vendée sous les ordres du général Duquesnoy ; ces soldats qui forment notamment la colonne de Cordellier, se révèlent être parmi les plus violents.
De plus, le blé et le pain manquent à Paris et les paysans vendéens sont bientôt dénoncés comme accapareurs. L'idée germe alors dans l'esprit des révolutionnaires, y compris Danton et Robespierre, de créer une garde populaire, composée non pas de levées mais de vrais sans-culottes chargés de combattre les ennemis de l'intérieur. En mars 1793, le brasseur Santerre lève des bataillons de volontaires pour aller combattre les Vendéens. Ces combattants, surnommés les « Héros à cinq cents livres » en raison de la solde élevée qu'ils touchent, sont envoyés en Vendée. Cependant, s'ils pillent allègrement, leur valeur militaire est nulle et ils sont presque systématiquement battus lors des combats. Ces troupes sont raillées par les soldats d'élite de l'armée de Mayence alors que l'attitude des Mayençais dans le territoire insurgé n'est pas moins violente que celle des sans-culottes parisiens.
Animés par les écrits de Jacques-René Hébert, les échecs de l'armée décuplent la haine des soldats républicains contre leurs ennemis. Mais les récits de tortures et actes de vengeance sur des soldats isolés provoquent également la peur. Le 2 février 1794, Dubois-Crancé écrit que : « Comme cette guerre est cruelle et qu'on ne fait pas de prisonniers de part et d'autre, nos soldats ont peur des brigands comme les enfants craignent les chiens enragés. »

### Effectifs
En 1794, l'armée chargée d'affronter les Vendéens est l'armée de l'Ouest, le général de division Turreau est son commandant en chef. Les principaux généraux ou adjudant-généraux ayant servi dans une colonne infernale sont : Amey, Aubertin, Bard, Blammont, Bonnaire, Boucret, Boussard, Carpantier, Colette, Cordellier, Commaire, Cortez, Crouzat, Delaage, Dufour, Dufraisse, Dusquenoy, Dutruy, Duval, Ferrant, Grammont, Grignon, Guillaume, Huché, Liébaut et Rademacher. L'armée est très indisciplinée et chaque général interprète librement les ordres reçus.
L'Armée de l'Ouest est divisée en quatre divisions, la première est commandée par Cordellier, la seconde par Haxo, la troisième par Grignon et la dernière par Huché. Le chef d'état-major est le général Robert.
Les effectifs de l'armée sont très fluctuants selon les travaux du lieutenant-colonel de Malleray, établis en 1914 :
- 20 mars 1794 : 103 000 hommes ;
- mai 1794 : 51 000 hommes ;
- juin 1794 : 25 000 hommes au moins, répartis dans 9 camps retranchés ;
- septembre 1794 : 44 000 hommes.

Selon les travaux de Pierre Constant, datant de 1992, les effectifs se répartissent ainsi :
- novembre 1793 : 70 852 hommes ;
- février 1794 : 99 269 hommes théoriquement, 65 627 en fait ;
- mars 1794 : 81 742 hommes ;
- juin 1794 : 56 763 hommes ;
- octobre 1794 : 60 570 hommes théoriquement, 44 232 en fait.

Cependant, ces effectifs sont théoriques et seuls 56 à 73 % des soldats sont présents à l'appel. 20 à 25 % sont enregistrés dans les hôpitaux comme blessés ou malades. Les autres absents correspondent aux soldats démobilisés et enregistrés par erreur, aux déserteurs et aux hommes tués.
Le nombre de soldats républicains tués durant les colonnes infernales n'est pas connu. 25 000 à 50 000, et plus probablement autour de 30 000, sont tués pendant les trois années que dure la guerre de Vendée, de mars 1793 à mars 1796.

## La Terreur dans l'Ouest

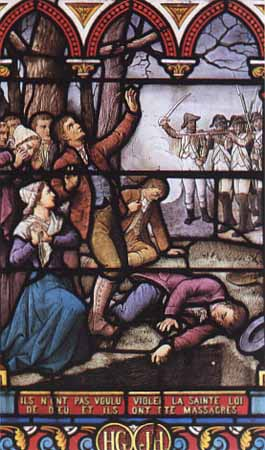
« Fusillades d'Avrillé » (vitrail de l'église d'Avrillé par Jean Clamens, 1894).

Parallèlement aux colonnes infernales, la Terreur est appliquée dans les places fortes républicaines où sont détenus des milliers de prisonniers, Vendéens, mais aussi Chouans, Fédéralistes, Modérés et autres suspects. Les soldats des colonnes infernales participent parfois à certaines des exécutions. La Loire-Inférieure et le Maine-et-Loire sont les deux départements français où la Terreur fait le plus de victimes.
En Loire-Inférieure, à Nantes, dirigée par le représentant Jean-Baptiste Carrier, 8 000 à 11 000 prisonniers, hommes, femmes et enfants, sur 12 000 à 13 000 périssent par toutes sortes de moyens. Ainsi, les noyades de Nantes, du 16 décembre 1793 au 27 février 1794, font 1 800 à 9 000 morts, probablement 4 000 à 4 860 morts. Les fusillades de Nantes font 2 600 à 3 600 victimes. La guillotine, installée place du Bouffay, fait 144 morts, dont 24 artisans et laboureurs exécutés le 17 décembre 1793, avec parmi eux : 4 enfants de 13 à 14 ans. La guillotine fait ensuite 27 victimes le 19 décembre dont 7 femmes parmi lesquelles les sœurs La Métayrie, âgées de 17 à 28 ans. De plus, une épidémie de typhus dans les prisons de Nantes fait 3 000 morts,,,. En outre, à Paimbœuf, 162 personnes sont emprisonnées, parmi lesquelles 103 sont fusillées ou guillotinées.
La répression est également sanglante en Maine-et-Loire, dirigé par les représentants Nicolas Hentz et Adrien Francastel. À Angers même, 290 prisonniers sont fusillés ou guillotinés et 1 020 meurent en prison par les épidémies. Une tannerie de peau humaine est établie, 32 cadavres sont écorchés pour faire des culottes de cavalerie. Environ 12 fusillades se déroulent de fin novembre 1793 à la mi-janvier 1794 aux Ponts-de-Cé, elles font 1 500 à 1 600 morts. D'autres noyades font entre 12 et plusieurs dizaines de victimes. Les fusillades d'Avrillé, au nombre de neuf, du 12 janvier 1794 au 16 avril 1794, font 900 à 3 000 morts, les estimations les plus probables vont de 1 200 à 1 994. À Saumur, 1 700 à 1 800 personnes sont emprisonnées, 950 sont exécutés par les fusillades ou la guillotine, 500 à 600 périssent en prison ou meurent d'épuisement. À Doué-la-Fontaine, du 30 novembre 1793 au 22 janvier 1794, 1 200 personnes sont emprisonnées, 350 à 370 sont exécutées et 184 meurent en prison.
De plus, 800 femmes sont emprisonnées à Montreuil-Bellay où 200 d'entre elles meurent de maladie, 300 sont transférées à Blois ou Chartres où elles disparaissent pour la plupart. Près 600 à 700 vendéens capturés lors de la Virée de Galerne sont évacués vers Bourges où seule une centaine d'entre eux survivent. Des milliers d'autres prisonniers sont encore passés par les armes lors des fusillades du Marillais (2000, hommes, femmes, enfants) et de Sainte-Gemmes-sur-Loire.
Au total, en Maine-et-Loire, ce sont 11 000 à 15 000 personnes, hommes, femmes et enfants, qui sont emprisonnées, parmi celles-ci 6 500 à 7 000 sont fusillées ou guillotinées, 2 000 à 2 200 meurent dans les prisons.
La Vendée et les Deux-Sèvres sont moins touchées mais la répression reste sévère. À Niort, 500 à 1 000 personnes sont emprisonnées, 107 sont jugées, et 70 à 80 sont fusillées ou guillotinées, 200 meurent des maladies. À Fontenay-le-Comte, dirigée par le représentant Joseph Lequinio, 332 prisonniers sont jugés, 196 sont exécutés sur ordre de la commission militaire, une quarantaine d'autres sur celui du tribunal révolutionnaire. Après la reprise de l'Île de Noirmoutier par les Républicains, 1 300 personnes y sont emprisonnées durant l'année 1794. Plusieurs prisonniers meurent en prison ou sont fusillés, au nombre de 128 officiellement, peut-être 400 victimes en réalité. 105 prisonniers périssent dans les prisons des Sables-d'Olonne, d'avril 1793 à avril 1794, 127 prisonniers sont exécutés contre 132 acquittés, dont une vingtaine par la guillotine, 30 femmes sont également jugées et une vingtaine guillotinées le 24 juin 1794. Enfin, 750 à 800 prisonniers vendéens sont envoyés à La Rochelle, quelques dizaines sont exécutés mais 510 meurent des épidémies.

## Parcours des colonnes infernales
Les parcours des différentes colonnes ne sont pas connus avec précision ; tous les généraux ne correspondent pas avec la même régularité et leurs actions restent parfois inconnues sur de longues périodes. On dispose aussi de quelques témoignages de républicains ou de survivants vendéens, ainsi que des récits rapportés par la tradition orale. La plupart de ces documents des républicains sont rédigés après la chute de Robespierre afin d'accabler les partisans de la Terreur.

### Première et deuxième colonne, général Prévignaud (19-30 janvier): Saint-Maixent-Pouzauges
Les deux colonnes de la première division agissent ensemble. Cette troupe traverse de nombreuses communes républicaines et commet peu d'exactions. Malade, le général Duval en confie le commandement à l'adjudant-général Prévignaud. 
Le 19 janvier, la division part de Saint-Maixent et atteint Secondigny. Trois jours plus tard elle est signalée à Mazières. Le 25 janvier, les colonnes arrivent à La Chapelle-Saint-Etienne qui n'est pas incendiée. Le lendemain, elles passent par La Chataigneraie et se portent sur Vouvant qui est livrée aux flammes. Le 27 janvier, les troupes campent à La Caillère. Quinze Vendéens y sont faits prisonniers les armes à la main puis sont fusillés. Le lendemain, les Républicains assiègent le château de Saint-Sulpice-en-Pareds et 18 prisonniers vendéens sont fusillés. Le 30 janvier, les colonnes arrivent à Bazoges-en-Pareds où Prévignaud reçoit l'ordre de Turreau de gagner Pouzauges pour renforcer le général Grignon.

### Troisième colonne, Grignon (19 janvier-9 avril): Saint-Clémentin-Pouzauges-Doué-la-Fontaine

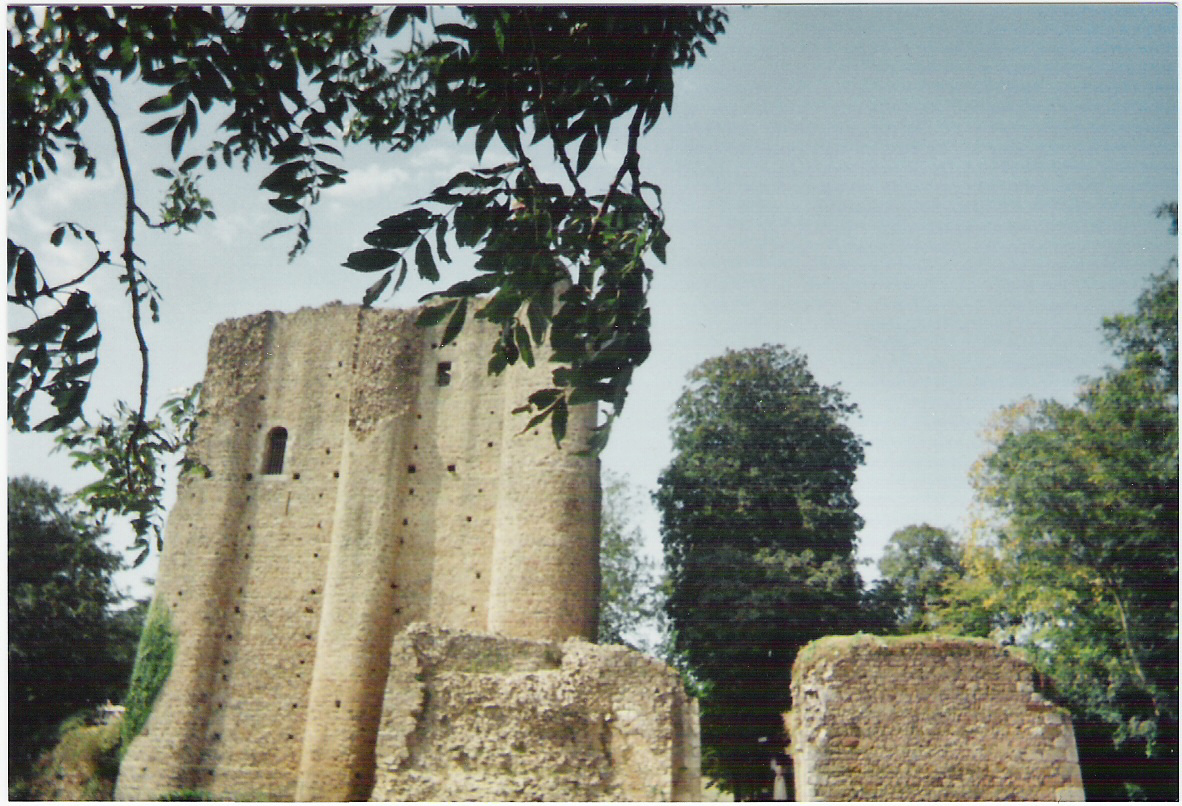
Ruines du château de Pouzauges.

La troisième colonne est commandée par le général de brigade Louis Grignon. Dès le 19 janvier, la colonne pille Saint-Clémentin, La Coudre et Sanzay, puis le 21, elle atteint Argenton-Château. Dans son mémoire Joseph Lequinio rapporte le témoignage d'Aug. Chauvin, membre du comité de surveillance de la commune de Bressuire :

« Je dois dire d'abord, que le jour de son départ d'Argenton-le-Peuple, Grignon ayant réuni sa colonne, lui fit à peu près cette harangue : « Mes camarades, nous entrons dans le pays insurgé, je vous donne l'ordre exprès de livrer aux flammes tout ce qui sera susceptible d'être brûlé et de passer au fil de la baïonnette tout ce que vous rencontrerez d'habitants sur votre passage. Je sais qu'il peut y avoir quelques patriotes dans ce pays ; c'est égal, nous devons tout sacrifier ». »

Le 22 janvier, après une incursion à Étusson, qui est incendiée et dont les habitants sont massacrés, Grignon ravage Voultegon et détruit Saint-Aubin-du-Plain. Dans cette dernière paroisse, 79 personnes sont massacrées ; selon la tradition, elles sont conduites au champ de Mille-Hérons où elles doivent creuser leurs propres tombes. Toujours selon Lequinio, Grignon a fait tuer la municipalité et les patriotes car un devant d'autel noir et blanc, découvert dans le clocher de l'église, est pris pour un drapeau de l'armée vendéenne. Le 24 janvier, la colonne est à Bressuire. Chauvin rapporte encore :

« Le jour de son départ, il répéta, à la tête de sa colonne, la harangue qu'il avait faite à Argenton-le-Peuple ; ce fut vraiment une armée d'exterminateurs qui sortit de Bressuire ; les paroisses comprises entre Bressuire et La Flocellière, sur une longueur de plus de deux lieues et demie, furent entièrement sacrifiées. Le massacre fut général, et on ne distingua personne ; et c'est surtout dans cette marche que Grignon brûla une immense quantité de subsistances. »

Grignon écrit alors à Turreau : « nous en tuons plus de cent par jour. » Il se sépare de son second, l'adjudant-général Lachenay et se dirige sur Cerizay. Le 26 janvier il épargne le bourg de Cerizay, qui dispose d'une garde nationale mais les fermes et les villages de la commune sont mis à feu et à sang. Grignon se vante d'y avoir fait exécuter 300 rebelles. La Pommeraie-sur-Sèvre est également dévastée et sa garde nationale désarmée,. Le lendemain, la colonne arrive à Châteaumur, où Grignon fait exécuter 10 personnes.
Le 28 janvier, un massacre d'hommes, femmes et enfants, a lieu à La Flocellière. Le lendemain, la colonne se rend au Boupère, Grignon hésite à ordonner le massacre des habitants, mais il se contente de faire désarmer les 150 gardes nationaux de la commune et fait exécuter 19 prisonniers. Le 30 janvier, dans la petite ville de Pouzauges, 30 prisonnières sont violées par les officiers de la colonne avant d'être fusillées près du donjon du château. La ville est incendiée et plus de 50 personnes sont encore fusillées dans le château de Pouzauges.

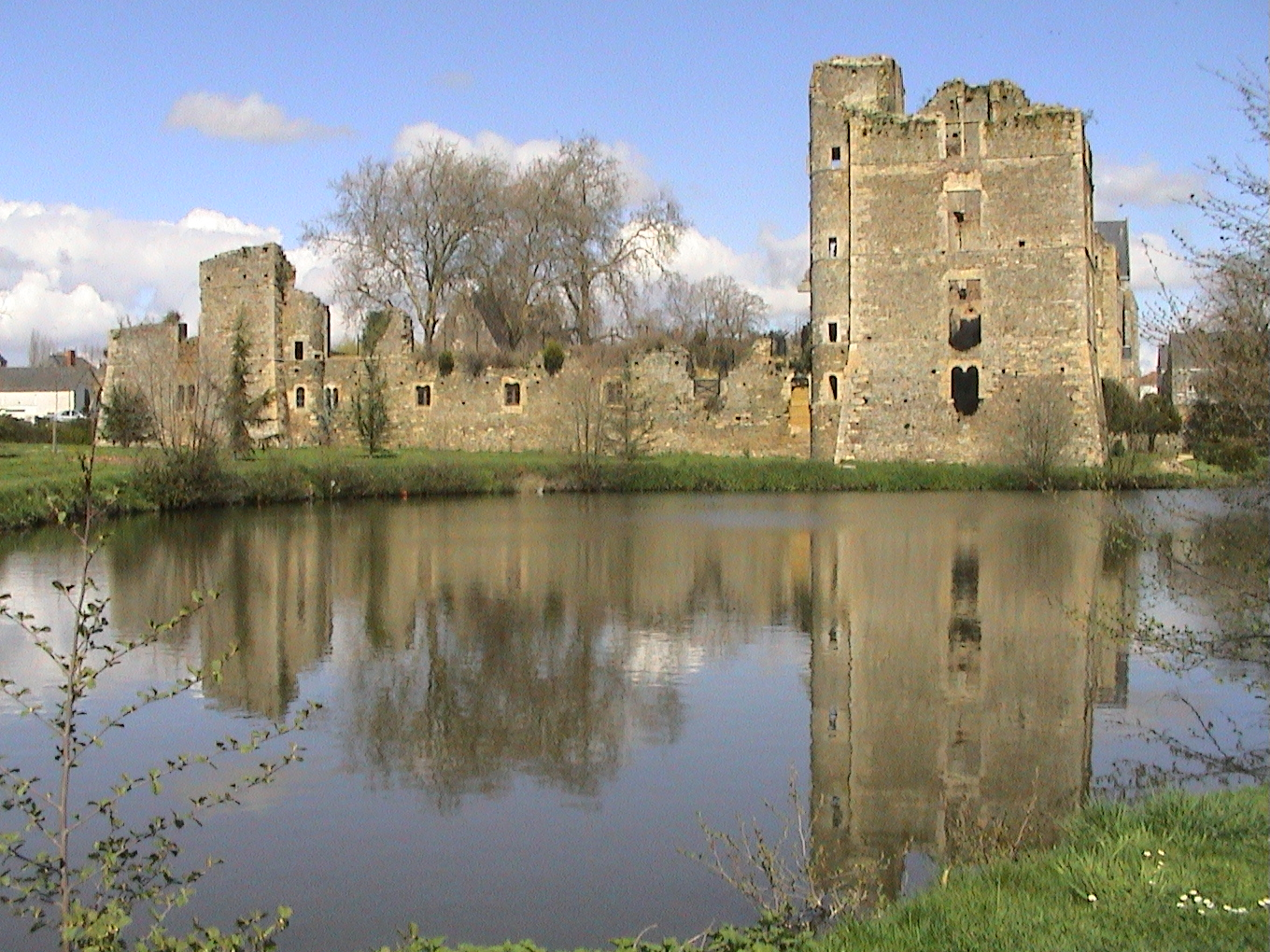
Le château de Gonnord.

Enfin, le 31 janvier, Grignon rejoint le général Amey aux Herbiers. Au château de Boistissandeau, une femme de 84 ans et ses deux filles sont sabrées par cinq hussards. Lequinio signale que tous les villages entre La Flocellière et Les Herbiers ont été incendiés, y compris les fourrages et les grains qui devaient être saisis. Mariteau, maire de Fontenay-le-Comte écrit dans son procès-verbal :

« Le général Grignon arrive avec sa colonne dans Les Herbiers. Nous allâmes le trouver pour conférer avec lui ; nous lui fîmes observer que la loi défendait expressément de brûler les grains et les fourrages. Nous l'engageâmes à les ménager pour les opérations ultérieures. Il nous dit que les ordres étaient tels, mais qu'ils n'étaient pas exécutés. Il ajouta, quant aux Herbiers, que nous étions heureux que son collègue Amey y fut, que sans cela tous les habitants sans distinction de patriotes ou autrement auraient été fusillés parce que les ordres du général en chef portaient de massacrer, fusiller et incendier tout ce qui se trouvait sur son passage, qu'il avait fait fusiller des municipalités entières, revêtues de leurs écharpes. Nous devons observer que la commune des Herbiers avait été entièrement purgée de tous les aristocrates et aux horreurs que nous avons décrites nous devons ajouter que les portefeuilles de tous les individus ont été pris, tous les volontaires allaient dans les métairies prendre des chevaux, moutons, volailles de toutes espèces... »

Le 9 avril, Grignon disperse des petites bandes de rebelles et incendie Saint-Lambert-du-Lattay et Gonnord, puis il se replie sur Doué-la-Fontaine, il écrit à Turreau qu'il a « fait tuer quantité d'hommes et de femmes » . Le 12 avril, l'adjudant-général Dusirat se plaint de Grignon à Turreau, écrivant que « Grignon a eu l'impudence de proclamer, à son arrivée, la défaite de six cents brigands qui, selon lui, m'avaient battu la veille, tandis qu'il était à plus de deux lieues de moi et qu'il est prouvé qu'il n'a tué que quelques femmes dans quelques villages, et qu'il n'a pas livré de combat. »

### Quatrième colonne, Lachenay (25 janvier-31 janvier): Pouzauges, Le Boupère

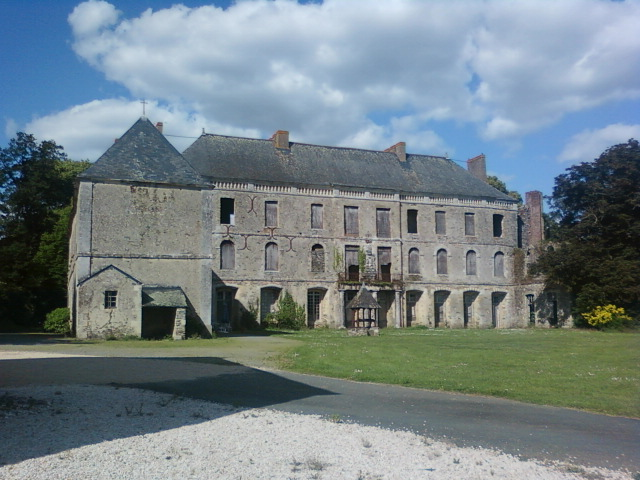
Ruines du château du Parc-Soubise devant lequel 200 personnes sont fusillées le 31 janvier 1794.

Dans les premiers jours de la campagne, l'adjudant-général Lachenay, le second de Grignon, marche avec l'ensemble de la division. Le 25 janvier, la division se divise en deux colonnes ; celle de Lachenay marche sur Montigny. Le 26 janvier, Lachenay détruit Saint-André-sur-Sèvre et massacre ses habitants y compris les membres de la garde nationale. Puis il campe à Saint-Mesmin ; les événements dans cette commune sont connus grâce au témoignage du médecin patriote Barrion. La garde nationale, malgré quelques velléités de résistance, est désarmée. Des pillages sont commis, un homme est assassiné et sa femme violée, puis deux gardes nationaux sont égorgés. Malgré tout, la situation reste globalement calme jusqu'à six heures du soir, heure à laquelle les soldats et les officiers de la colonne se livrent à une vague de viols. Pendant la nuit, les patriotes de Saint-Mesmin apprennent que Lachenay a l'intention de faire massacrer tous les habitants de la commune à cinq heures du matin. Cependant, grâce à la complicité de certains soldats de la colonne, la plupart des habitants parviennent à s'enfuir, et seul un couple de personnes âgées et leur domestique sont sabrés. Le 27 janvier, une vieille demoiselle de Vasselot qui occupait le château est tuée, la colonne met le feu au château, puis l'éteint  sur un contre-ordre et quitte alors la commune pour gagner Pouzauges.
La colonne incendie Pouzauges le 28 janvier. Deux jours plus tard, un détachement de la colonne, commandé par l'adjudant-général Grammont, est signalé à La Meilleraie-Tillay. Les habitants, parmi lesquels se trouve bon nombre de patriotes, sont rassemblés dans l'église où ils sont fouillés et dépouillés de leurs richesses, puis les hommes sont conduits, un à un, dans le cimetière où ils sont fusillés ; 24 ou 25 sont tués, dont le prêtre constitutionnel,.
Le 31 janvier, la colonne gagne Le Boupère, dont la garde nationale a été désarmée par Grignon. Les administrateurs de la commune parviennent à convaincre Lachenay d'épargner la population. La colonne se rend ensuite à Mouchamps où plusieurs habitants sont fusillés au château du Parc-Soubise. Le comte de Chabot cite le témoignage d'un survivant, Jean-Baptiste Mérit , alors âgé de huit ans.

### Cinquième colonne, Boucret (21 janvier-5 avril): Cholet-Vihiers

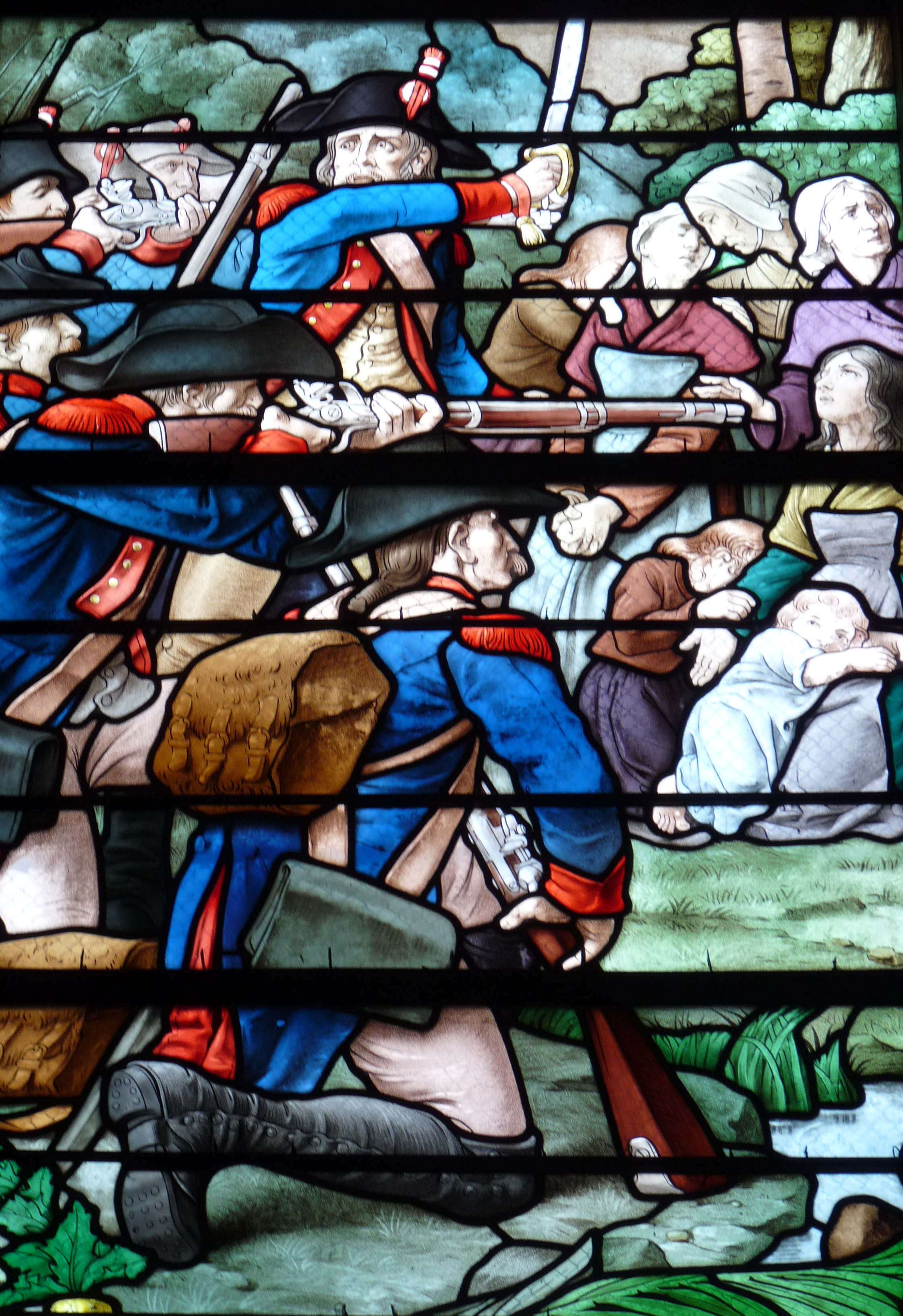
Massacre du Moulin-de-la-Reine, le 5 avril 1794, 22 femmes et enfants sont fusillés (vitrail de l'église de Montilliers, par Jean Clamens, 1901).

Le 21 janvier, la colonne, commandée par le général de brigade Jean-Pierre Boucret part de Cholet et arrive à La Tessoualle. Le lendemain elle commet des massacres contre la population de La Tessoualle et de Moulins, puis, le 23 janvier, après être passée par Le Temple, elle arrive à Châtillon-sur-Sèvre (aujourd'hui Mauléon) qui est incendiée. De Chatillon-sur-Sèvre, Boucret envoie à Turreau 32 pièces d'orfèvrerie pillées dans la ville. La colonne passe ensuite par La Petite-Boissière et arrive à Saint-Amand-sur-Sèvre le 25 janvier. Le lendemain, elle est aux Épesses. Deux jours plus tard, la colonne fouille les abords de la forêt de Vezins et débusque des Vendéens dans les landes de Genty ; plusieurs sont tués et un prêtre réfractaire est fusillé près de Saint-Mars-la-Réorthe. Le 31 janvier, la colonne est à Chambretaud.
Le lendemain, la colonne perpètre un massacre sur la route de Saint-Malo-du-Bois, puis gagne La Verrie, où elle reste deux jours avant de gagner La Gaubretière, le 3 février, et d'où Boucret écrit à Turreau : 

« Je te préviens que j'irai demain avec ma colonne brûler ce bourg, tuer tout ce que je rencontrerai sans considération, comme le repaire de tous les brigands. Je n'avais pas encore occupé un pays où je pusse rencontrer autant de mauvais gens, tant hommes que femmes ; aussi tout y passera par le fer et le feu. »

Le 4 février, la colonne gagne La Gaubretière ; environ 60 hommes et 20 femmes se retranchent dans l'église pour permettre la fuite des vieillards, des femmes et des enfants. Ceux-ci échappent aux Républicains mais l'église est prise d'assaut. 32 défenseurs sont tués au combat et 53 sont pris et fusillés.
La colonne gagne ensuite Chantonnay le 9 février où le général Bard en prend le commandement. Il part à Doué-la-Fontaine afin de prendre la direction des troupes de l'adjudant-général Carpentier. Le 18 février, la colonne est sur place, Boucret tombe malade et Carpentier le remplace.
Le 5 avril, la colonne se signale de nouveau par des ravages à Vihiers, Gonnord, Joué-Étiau, Montilliers, Cernusson, Tigné, Faveraye-Mâchelles et Aubigné-sur-Layon. Quinze femmes et enfants sont tués dans les bois de la Frappinière. Vingt-deux femmes et enfants sont capturés dans le bois des Marchais par un détachement du camp dit « du Moulin », près de Montilliers ; vingt d'entre eux sont fusillés au Moulin de la Reine et seuls deux enfants sont épargnés.

### Sixième colonne, Caffin (21 janvier-8 février): Cholet-Maulévrier, puis bataille de Cholet

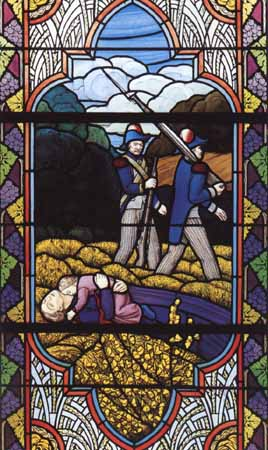
Assassinat d'une femme vendéenne et de sa fille par des soldats de la colonne Bonnaire (vitrail de l'église de La Salle-de-Vihiers, par R. Desjardins, 1931).

Le 21 janvier, la colonne commandée par le général de brigade Jean Alexandre Caffin part de Cholet et gagne Maulévrier. Le 23, les Républicains pillent les villages autour de Maulevrier et Yzernay, et 14 femmes et filles sont fusillées. Le lendemain, la colonne est bloquée à Maulevrier, n'ayant pas de charrettes pour véhiculer les subsistances. Le 25 janvier, la colonne gagne Saint-Pierre-des-Echaubrognes ; 6 cadavres de volontaires républicains sont découverts, le bourg est entièrement détruit et Caffin fait fusiller 14 femmes,. Le lendemain, un détachement de 150 hommes détruit les métairies entre La Tessoualle et Saint-Laurent-sur-Sèvre,.
Le 28 janvier, la colonne revient à Maulévrier, patrouille dans les landes de Genty et la forêt de Vezins et incendie le bourg de Toutlemonde ; le 30, elle incendie Yzernay, abandonnée par ses habitants,. Le lendemain, la colonne incendie entièrement Maulévrier où il ne subsiste que l'église. Le 1er février, les Bleus fouillent et incendient Saint-Laurent-sur-Sèvre, et 32 femmes sont capturées dans le couvent et conduites à Cholet alors qu'une vingtaine d'hommes sont fusillés. La colonne se dirige ensuite vers La Verrie, fouille la commune puis, sur ordre de Turreau, se replie sur Cholet le 4 février.
Le 8 février, la colonne prend part à la bataille de Cholet. Les Vendéens réussissent à s'emparer de la ville et Caffin est blessé. Puis des troupes de renforts (général Cordellier) rétablissent la situation des républicains.

### Septième colonne, Turreau (21 janvier-avril): Doué-la-Fontaine-Montaigu (à la poursuite de Charette)
La septième colonne devient la garde personnelle du général en chef Louis Marie Turreau et l'accompagne dans ses déplacements. N'ayant de compte à rendre qu'à lui-même en ce qui concerne les opérations militaires, les actions de Turreau sont peu connues. Ses lettres envoyées à la convention, permettent cependant de connaître les villes qu'il occupe à certaines dates. Le 21 janvier, la colonne part de Doué-la-Fontaine, le 24 Turreau occupe Cholet, il y reste jusqu'au 31 janvier. Le 1er février, la colonne est à Montaigu. Le 9 février, Turreau gagne Nantes, le 13, il écrit depuis Saumur avant de regagner Nantes.
Le 26 février, Turreau, rejoint par les colonnes de Cordellier et de Duquesnoy, lance une offensive contre Charette. Mais l'encerclement est un échec : les Vendéens, rejoints à Geneston (Loire-Inférieure), parviennent à s'enfuir. Le 6 mars, Turreau est à Cholet ; il achève la destruction de la ville et fait évacuer la population.
Le 18 mars, Turreau est signalé à Nantes, puis aux Sables d'Olonne quatre jours plus tard. Le 29 mars, il est de nouveau à Nantes, après avoir tenté pendant plusieurs jours d'atteindre Charette, en vain. En avril, Turreau occupe Montaigu. Par la suite, il est encore signalé en mai à Doué-la-Fontaine, Saumur et Nantes.

### Huitième colonne, Bonnaire (21 janvier-25 février): Doué-la-Fontaine-Cholet-La Roche-sur-Yon-Saint-Philbert-de-Bouaine

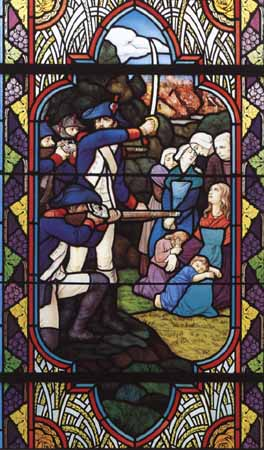
Massacre d'une trentaine de villageois au Carrefour-des-chats par les soldats de la colonne Bonnaire (vitrail de l'église de La Salle-de-Vihiers, par R. Desjardins, 1931).

La colonne, commandée par le général de brigade Louis Bonnaire, part de Doué-la-Fontaine le 21 janvier et incendie le village proche de Concourson-sur-Layon. Elle est ensuite divisée en deux demi-colonnes. La première passe par Bitaud et Vaillé en Aigonnay pour arriver aux Cerqueux-sous-Passavant qui est incendié et dont les habitants sont massacrés. La seconde passe par Cernusson, où le maire et environ 40 habitants sont fusillés, pour arriver à Montilliers où environ 30 femmes et enfants sont passés par les armes également. Le lendemain, la première demi-colonne passe par Saint-Hilaire-du-Bois, Coron, Le Coudray-Macouard, Vezins et Les Poteries en Aigonnay où elle essaie de mettre le feu à la forêt de Vezins. La seconde passe par Le Voide, La Salle-de-Vihiers, Cossé-d'Anjou, La Tourlandry et Nuaillé. Les deux colonnes se réunissent à Cholet.
Le 5 février, le général de division Florent Joseph Duquesnoy reprend le commandement de sa division après une période de convalescence. Il part des Essarts et gagne La Roche-sur-Yon, où il reste trois jours. Le 6 ou 7 février, des massacres sont commis lors de la traversée de Venansault ; ces tueries sont connues grâce aux témoignages de soldats républicains consignés dans un dossier d'accusation. Selon le gendarme Charrier, cent femmes et enfants sont tués et coupés en morceaux
Le 8 février, la colonne quitte La Roche, traverse Aizenay et gagne Palluau. Le lendemain, elle campe près de Legé. La ville, prise deux jours plus tôt par Charette sur les 800 hommes de Dusirat, a été évacuée par les Vendéens à l'approche des Républicains. Le 10 février, Duquesnoy, avec 4 000 hommes, se heurte à 3 000 Vendéens commandés Charette et Sapinaud marchant sur Machecoul, il livre la bataille de Saint-Colombin et écrase les forces insurgées. Puis, le 11 février la colonne se rend à Clisson. Pour une raison qui n'est pas connue, Turreau et Dusquenoy se détestent. Ce dernier écrit une lettre à son supérieur dans laquelle il conteste son plan.
Turreau convoque alors Duquesnoy à Doué-la-Fontaine ; la colonne y arrive le 15 février. Mais cette rencontre s'avère être sans grande importance et Duquesnoy repart alors pour la Vendée, et, le 20 février, il est à Cholet, puis, le 22, il gagne Saint-Fulgent. Trois jours plus tard, la colonne se rend à Saint-Philbert-de-Bouaine où elle fait sa jonction avec les troupes du général Cordellier.

### Neuvième colonne, Cordellier (22 janvier-mars): Brissac-Quincé-Les Lucs-Saint-Julien-de-Concelles

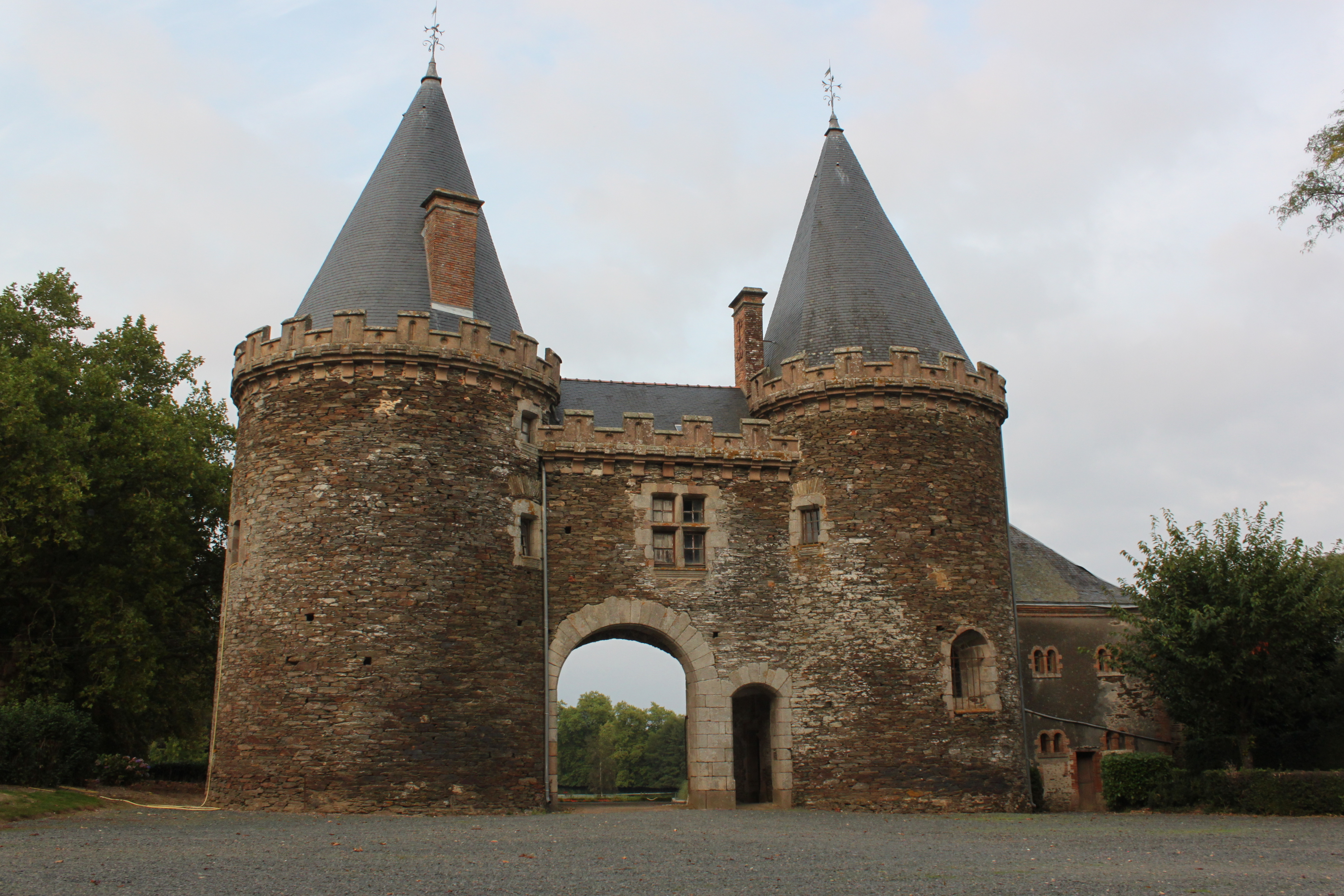
Le château du Plessis, où les habitants de Gesté sont conduits et massacrés le 5 février.

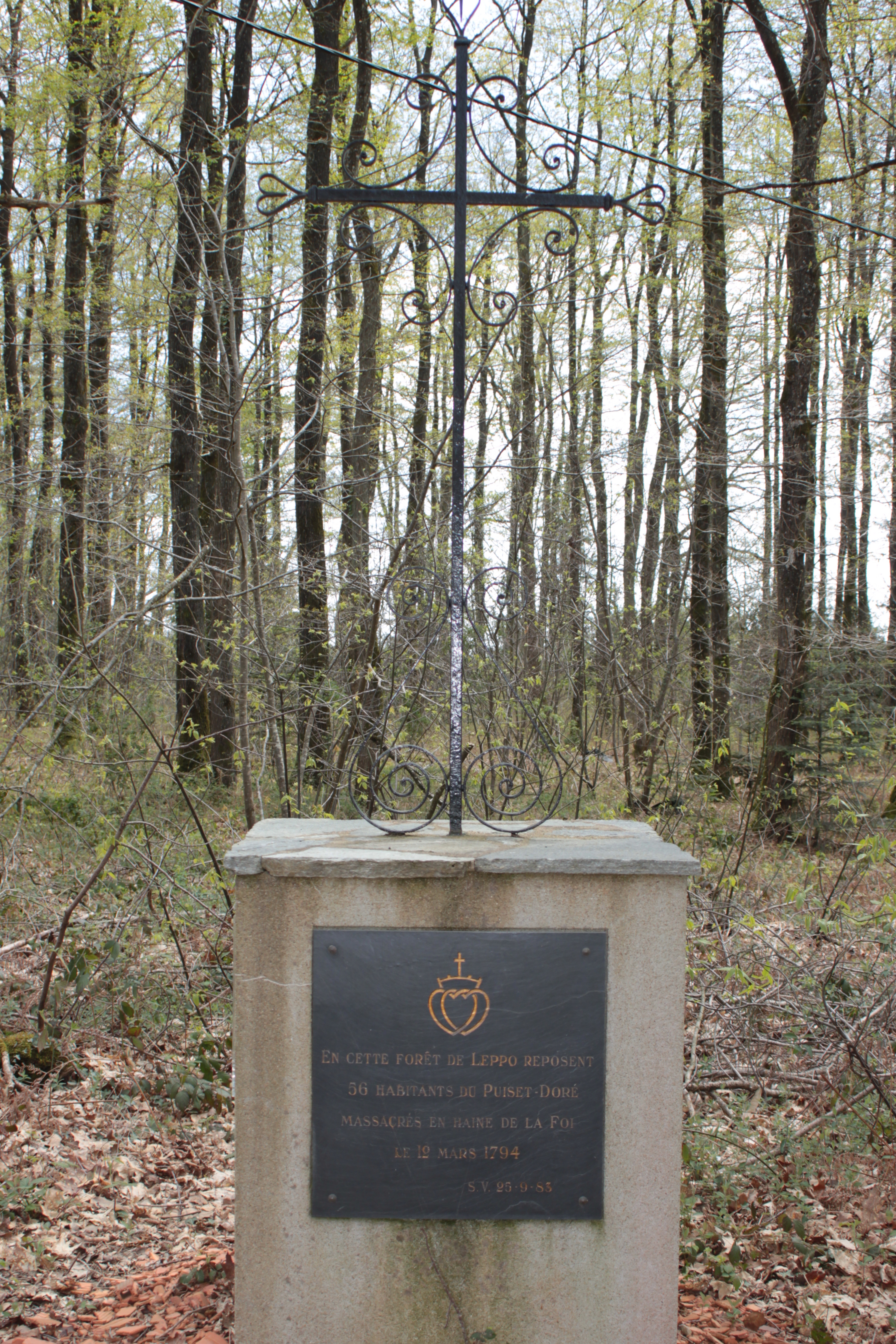
Croix commémorative du massacre du Puiset-Doré.

La colonne, commandée par le général de brigade Étienne Cordellier part de Brissac-Quincé le 22 janvier. La place a été épargnée par le général. Le lendemain Cordellier épargne également Beaulieu, commune plutôt patriote, ce qui n'empêche pas ses soldats de commettre de nombreux pillages.
Le 25 janvier, les habitants de La Jumellière, dont 37 femmes et enfants, ainsi que les conseillers municipaux et le prêtre constitutionnel sont massacrés à la baïonnette dans un pré,. Peu après, le bourg est réoccupé par les troupes de La Rochejaquelein. Un officier vendéen, Louis Monnier, évoque le massacre dans ses mémoires.
Le même jour, un autre détachement de la colonne gagne Melay. Les Républicains mettent en place un tribunal révolutionnaire improvisé. 29 femmes et 23 enfants sont fusillés, ceux qui respirent encore sont achevés à la baïonnette. Seuls un homme et quatre femmes survivent à la fusillade.
Le 26 janvier, la colonne atteint Jallais et incendie les villages situés autour de la petite ville de même que Saint-Lézin. Après être passé la veille à Montrevault, qui est épargnée, Cordellier est attaqué le 1er février par Jean-Nicolas Stofflet à la bataille de Gesté ; vaincue, la colonne se replie sur Montrevault. Mais, le 5 février, la colonne retourne à Gesté et massacre 138 habitants dont plusieurs sont fusillés dans le château. Elle campe ensuite à Montfaucon où 41 personnes sont assassinées. Le 6 février, la colonne gagne Tiffauges, Cordellier écrit que « indépendamment que tout brûle encore, j'ai fait passer derrière la haie 600 particuliers des deux sexes. »
Le lendemain, un détachement de la colonne atteint Les Landes Génusson, toute la population présente, soit 98 personnes, hommes, femmes et enfants, est massacrée. La colonne gagne Cholet en marche forcée, elle prend part à la troisième bataille de Cholet ; la ville est reprise aux Vendéens commandés par Stofflet. Le 13 février, la colonne incendie Chemillé, désertée par sa population. Le lendemain, Cordellier doit encore affronter les forces de Stofflet lors de la bataille de Beaupréau où les Républicains repoussent l'attaque. Le 15 février, les forces de Cordellier et de Crouzat font leur jonction à Montaigu.
Le 22 février, la colonne exécute 15 personnes à Vieillevigne et en massacre 100 autres aux Brouzils, puis elle commet un nouveau massacre le lendemain à Chavagnes-en-Paillers. On identifie 201 victimes. Trois jours plus tard, Cordellier rejoint Turreau en vue d'une offensive contre Charette. Les Républicains sont victorieux mais les Vendéens parviennent à s'enfuir sans subir trop de pertes. Cordellier se sépare de Turreau après la bataille, il gagne Vieillevigne et Montbert où 35 personnes sont exécutées le 26 février, puis le lendemain Vieillevigne, Saint-André-Treize-Voies, Saint-Sulpice-le-Verdon, Rocheservière et Mormaison sont incendiées, en tout 80 personnes sont massacrées.
Le 28 février, la colonne affronte les troupes de Charette, pendant le combat, le chef de bataillon Matincourt, un officier de Cordellier, se rend aux Lucs-sur-Boulogne et fait massacrer 500 à 590 personnes à la chapelle du Petit-Luc. Ce massacre est le plus célèbre et le plus important perpétré par les colonnes infernales. 564 victimes sont recensées par l'abbé Charles Vincent Barbedette, dont 109 enfants de moins de 7 ans.

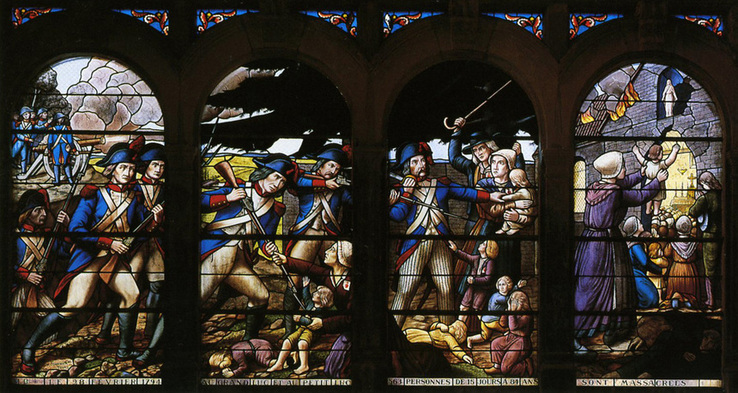
Vitrail de l'église des Lucs-sur-Boulogne par Fournier.

La colonne se regroupe et, le 1er mars, elle assassine 66 personnes à Saint-Étienne-du-Bois ; trois jours plus tard, Les Brouzils sont incendiés pour la seconde fois et 270 habitants au total ont été tués. Le 5 mars, les Républicains traversent Montaigu, Clisson, Mouzillon et Le Pallet à marche forcée et, le lendemain, gagnent Le Loroux-Bottereau, où ils écrasent un rassemblement d'insurgés ; les soldats restent trois jours dans la ville qu'ils ravagent, de même que Saint-Julien-de-Concelles et Le Landreau. Selon les représentants Garrau et Prieur de la Marne, 300 à 400 rebelles sont tués sans perte d'un seul homme pour la République.
Le 10 mars, à La Chapelle-Basse-Mer, a lieu dans le village de Beauchêne le massacre de 26 personnes, dont 11 femmes, 9 enfants de moins de 11 ans et trois nouveau-nés . Le même jour, un vieil homme est tué à La Boissière-du-Doré et deux femmes âgées de 25 et 60 ans sont enlevées et retrouvées mortes l'une au Doré et l'autre à Gesté. Le 12 mars, 56 personnes sont tuées en forêt de Leppo au Puiset-Doré. Le 13 mars, 178 personnes dont 53 enfants de moins de 10 ans sont massacrées au Fief-Sauvin ; 42 femmes et enfants sont tués à la Chaussaire. Le lendemain, la colonne traverse Montrevault où 72 personnes sont massacrées, puis elle gagne Saint-Florent-le-Vieil où elle rejoint Turreau.

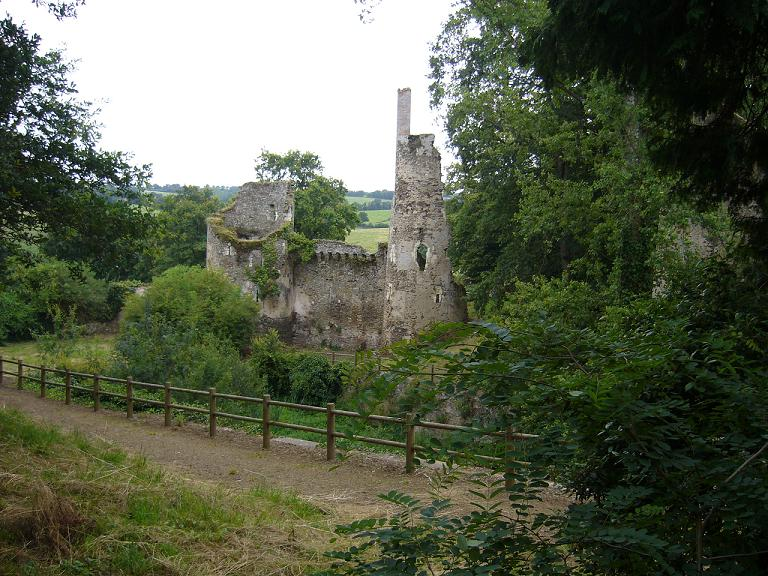
Ruines du château de la Turmelière.

Mais la colonne ne reste pas longtemps dans la place, les 16 et 17 mars, les républicains incendient et ravagent La Remaudière, La Boissière-du-Doré, Saint-Laurent-des-Autels, Drain, Liré et Champtoceaux, assassinent leurs habitants, hommes, femmes et enfants. La colonne campe dans les landes de Sainte-Catherine sur la commune de La Remaudière, de là ils tuent 5 personnes le 11 mars et massacrent 96 personnes le 17 mars, parmi lesquelles de nombreuses familles des villages de Sainte-Catherine, La Ménardière, La Savaterie . Ces 96 victimes, pour moitié de chaque sexe, se répartissent ainsi : 8 bébés, 20 enfants entre 2 et 11 ans, 10 adolescents de 12 à 18 ans, 22 femmes et 17 hommes adultes, 19 personnes âgées de plus de 60 ans. Le même jour, dans la commune voisine à La Boissière-du-Doré, 48 personnes sont tuées : 5 hommes et 8 femmes de plus de 60 ans, 5 bébés de moins de 2 ans, 6 fillettes et 4 garçons de moins de 11 ans, 4 adolescents, 7 femmes et 9 hommes adultes . Les massacres font 230 morts à Saint-Laurent-des-Autels, dont 93 hommes, 66 femmes et 71 enfants, 82 morts à Champtoceaux, 102 habitants de Liré sont tués, de même que 106 ou 108 personnes à Drain,. Puis la colonne gagne La Chapelle-Basse-Mer, où la population est massacrée, au moins 118 personnes sont tuées. D'après les témoignages, d'un nommé Peigné et de l'abbé Robin, des jeunes filles sont violées et suspendues nues à des arbres, des femmes enceintes sont écrasées sous des pressoirs, des enfants sont empalés au bout des baïonnettes.
Enfin, pendant la nuit, la colonne attaque par surprise Saint-Julien-de-Concelles et massacre ses habitants. Le 25 mars, Cordellier tombe malade ; il part se faire soigner à Saumur et confie le commandement de la colonne à Crouzat.

### Dixième colonne, Crouzat (21 janvier-10 mai): Brissac-Quincé-Les Sorinières

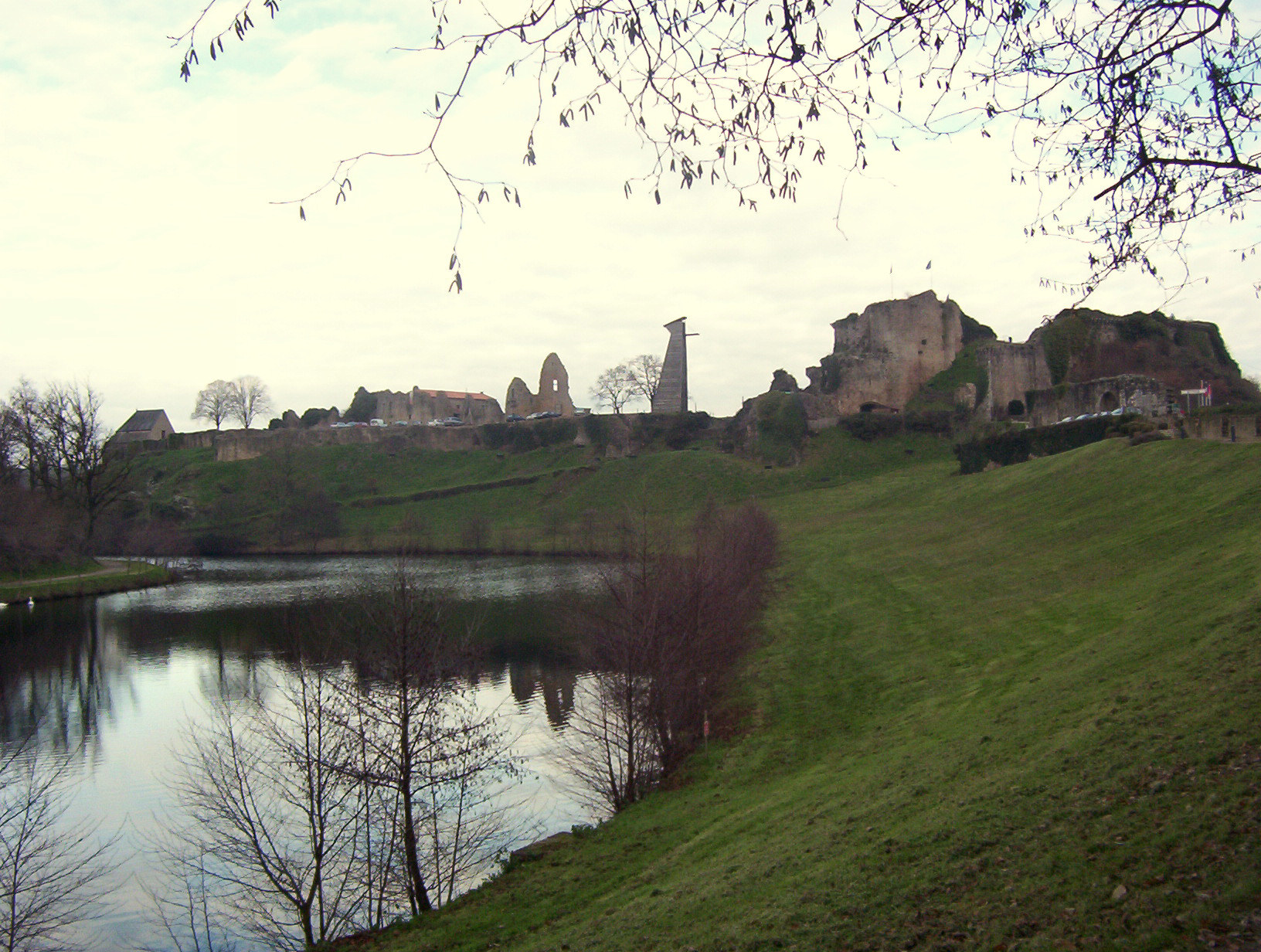
Château de Tiffauges.

Le 21 janvier, la colonne, commandée par le général de brigade Joseph Crouzat, le second de Cordellier, part de Brissac-Quincé. Après être passée par Thouarcé, elle gagne Gonnord le 23 janvier où 200 personnes sont massacrées, 2 femmes et 30 enfants auraient été enterrés vivants. Puis, le 24 janvier la colonne atteint Chemillé qui est épargnée en échange de butin. Le lendemain, elle traverse Chanzeaux et incendie quelques maisons. Au moins 14 femmes sont capturées et fusillées, ainsi qu'un vieillard ; elles meurent en chantant le Salve Regina, auquel les soldats répondent par La Marseillaise.
Le 26 janvier, Crouzat rejoint brièvement Cordellier à Jallais, puis les jours suivants il gagne May-sur-Èvre, La Romagne et Saint-Macaire-en-Mauges, mais il est battu le 1er à la bataille de Gesté. Le lendemain, il rejoint Cordellier, lui aussi mis en déroute.
Durant les mois de février et mars, les deux colonnes de la division sont rassemblées, mais Cordellier tombe malade le 25 mars. Crouzat prend alors le commandement de la division, le 27 mars, il fouille la forêt de Vezins avec la colonne du général Grignon, alors forte de 2 500 hommes, et fait tuer les personnes qui s'y étaient réfugiées, selon la tradition le massacre aurait fait 1 200 morts, en réalité le nombre des victimes semble être bien plus faible, dans son rapport à Turreau, Crouzat écrit : « Nous avons fouillé la forêt de Vezin et celle du Breil-Lambert où nous n'avons trouvé aucun rassemblement, mais seulement quelques femmes de brigands, cachées çà et là, qui ont été exterminées. ».
Malgré leur défaite, les républicains continuent leur marche et, le 2 avril, ils fusillent des habitants de Tiffauges, dans le Pré-Guérin, près du château de Tiffauges. Puis, le 5 avril, ils commettent incendies et massacres à Torfou, Clisson et Montfaucon-Montigné. 141 habitants de Torfou, au total, sont massacrés par les colonnes infernales. À Clisson, une trentaine de personnes cachées dans les ruines du château sont massacrées. Dans cette même ville, près de l'étang le Grenouiller, 150 femmes auraient été brûlées, d'après le récit fait, en 1829, par un ancien soldat républicain à la comtesse de La Bouëre. Celle-ci rapporte ses propos dans ses mémoires,, :

« Nous faisions des trous de terre, pour placer des chaudières afin de recevoir ce qui tombait ; nous avions mis des barres de fer dessus et placé les femmes dessus, (...) puis au-dessus encore était le feu (...). Deux de mes camarades étaient avec moi pour cette affaire. J'en envoyai 10 barils à Nantes. C'était comme de la graisse de momie : elle servait pour les hôpitaux. »

Le soldat se vanta également d'avoir, à Nantes, « écorché des brigands pour en faire tanner la peau » et d'avoir vendu 12 pantalons de peau humaine à La Flèche. Madame de La Bouëre ajoute cependant qu'il « est à croire que ce fanfaron de crimes les exagère. »
Par la suite, les actions de la division demeurent inconnues sur une longue période. Le 10 mai, sur ordre de Turreau, la colonne de Crouzat se retranche dans le camp des Sorinières dont elle forme la garnison, elle continue cependant de commettre de nombreux meurtres et raids dans les environs.

### Onzième colonne, Moulin (24 janvier-8 février): Les Pont-de-Cé-Cholet
Après quelques difficultés pour rassembler ses troupes, le général de brigade Jean-Baptiste Moulin quitte Les Ponts-de-Cé le 24 janvier 1794. Le même jour, il fait incendier Mozé-sur-Louet mais épargne Rochefort-sur-Loire. Deux jours plus tard, la colonne incendie Saint-Laurent-de-la-Plaine et Sainte-Christine, deux femmes, dont une comtesse, sont fusillées. Le 28 janvier, à La Poitevinière, des femmes et des enfants sont découverts, cachés derrière des taillis et massacrés, un petit enfant est promené au bout d'une pique par un soldat.
Le 29 janvier, la colonne atteint Cholet ; Turreau donne l'ordre à Moulin de s'y maintenir. Mais le 8 février, la colonne, bien que renforcée par les troupes de Caffin, est attaquée et battue par les Vendéens commandés par Jean-Nicolas Stofflet. Au cours de la bataille, Moulin, blessé se suicide pour ne pas être capturé.

### Douzième colonne, Huché et Goy-Martinière

#### Parcours militaire de Luçon à Cholet (début février)
Dans un premier temps, le général de brigade Jean-Baptiste Huché occupe Luçon avec sa division, forte de 1 400 fantassins et 60 cavaliers. Mais, au début du mois de février, il reçoit l'ordre de Turreau d'aller renforcer la garnison de Cholet, tenue par les généraux Moulin et Caffin, qui craignent une attaque des insurgés vendéens. La division arrive trop tard et la garnison et mise en déroute par Stofflet alors que Moulin est tué et Caffin grièvement blessé. Cependant, Cordellier reprend la place deux heures plus tard. Ce dernier, accompagné de Huché, enterrent le corps de Moulin au pied de l'arbre de la liberté et, le 15 février; Huché prend le commandement de la place de Cholet.

#### Parcours répressif de Huché (26 février-6 mars): Cholet-La Gaubretière-Cholet-Vezins
Le 26 février, la division Huché sort de la ville et incendie Mortagne. Le 27, les républicains massacrent les habitants de La Gaubretière. Selon Huché, 500 personnes sont tuées à La Gaubretière, tant hommes que femmes, mais ce nombre est exagéré. En effet, selon Céline Gilbert il y a en réalité 107 victimes alors que pour Louis-Marie Clénet, on compte 128 tués, dont 51 hommes, 67 femmes et 10 enfants,. Les communes de Saint-Malô-du-Bois et de Saint-Laurent-sur-Sèvre sont également dévastées.
La colonne gagne ensuite La Verrie, ou Huché écrit avoir fait « passer au fil de la baïonnette tout ce que j'y ai trouvé, à la réserve des enfants ».
Le 28 février, la division regagne Cholet. Le 4 mars, elle fait une sortie pour affronter les forces de Stofflet mais l'engagement est indécis. Deux jours plus tard, Huché marche sur Vezins ; il écrit dans une lettre à sa sœur datée du 9 avril : « Nous passâmes par Vezins où nous tuâmes tout ce que nous y trouvâmes. J'ai incendié les villages et tué à peu près 300 de ces scélérats par-ci par-là. »
Le 25 mars, sur ordre de Turreau, Huché prend le commandement de la garnison de Luçon où il succède au général Bard. Cependant, il est en conflit permanent avec les patriotes de Fontenay-le-Comte et de Luçon, qu'il accuse de modérantisme tandis que ceux-ci répliquent en l'accusant d'hébertisme.

#### Parcours répressif de Goy-Martinière (30-31 mars): Luçon-Château-Guibert-Mareuil-sur-Lay
Les 30 et 31 mars, son second, l'adjudant-général Goy-Martinière ravage les villages des Tourneries et de Bellenoue à Château-Guibert, dans le premier village une femme et trois enfants sont massacrés, dans le second sept ou huit femmes, dont une enceinte, et cinq enfants, âgés de deux mois à dix ans sont fusillés ; au total, 80 personnes sont assassinées. D'autres meurtres sont commis à Mareuil,. 
Goy-Martinière est arrêté le 11 avri, jugé par un tribunal présidé par l'adjudant-général Cortez, condamné à mort pour avoir dévasté des communes patriotes et pour le viol d'une jeune servante et guillotiné.

### Autres massacres

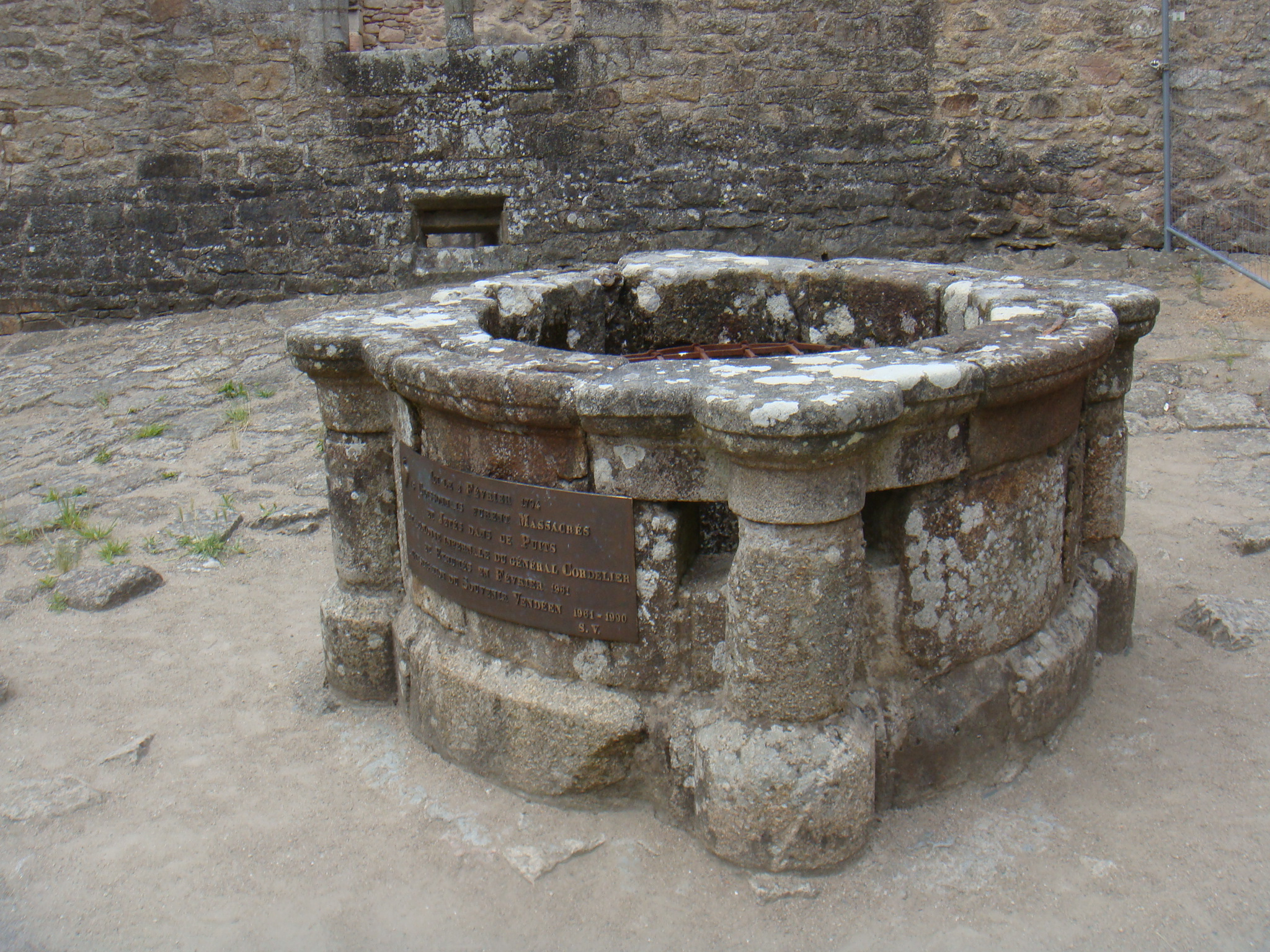
Puits du château de Clisson.

#### Colonnes Haxo: Chanzeaux, Chéméré (forêt de Princé)
Les actions des huit colonnes de Haxo, plus petites que celles de Turreau, sont moins connues, les noms de certains des commandants sont même ignorés. Les principaux sont Dufour, Dutruy, Jordy et Dusirat. 
Cependant si Haxo ne semble pas avoir ordonné de massacres, il n'en est pas de même pour certains de ses subordonnés. Ainsi, le 9 avril, les républicains commandés par Dusirat massacrent plus de 170 habitants de Chanzeaux, aux trois quarts des femmes et des enfants, quelques autres meurtres sont signalés le 24 avril.
La forêt de Princé, près de Rouans, est régulièrement fouillée par les hommes de Haxo. Le 12 février, les Républicains commandés par Jordy et Guillemé y tuent 300 paysans,. Le 14 juillet, l'adjudant-général Lefebvre massacre environ 60 réfugiés. Cette forêt sert de refuge pendant la guerre et subit de multiples attaques, au total environ 2 000 personnes y auraient été massacrées de janvier à juillet.
Le 3 avril, à Maisdon-sur-Sèvre, le général Cambray, le successeur de Haxo, écrase un rassemblement de Vendéens, le massacre aurait fait 300 à 400 morts, dont des femmes et des enfants.

#### Sorties opérées par des garnisons urbaines
Les garnisons de villes effectuent également des raids sur les communes environnantes. Selon un procès-verbal de Mariteau, maire de Fontenay-le-Comte, le 31 janvier les troupes du général Amey, parties de La Rochelle, arrivent aux Herbiers afin d'y tenir garnison, sur leur chemin les soldats massacrent hommes, femmes et enfants, patriotes et rebelles.
En janvier, à Legé, une commission militaire fait fusiller 64 personnes lors du massacre de Legé. En avril la garnison du château d'Aux, situé sur la commune de La Montagne et commandée par l'adjudant-général Muscar, lance un raid sur Bouguenais, 248 personnes sont fusillées.
L'historiographie de la commune de Champtoceaux conserve le souvenir des nombreux passages des républicains, outre le massacre des 16 et 17 mars, quatre personnes âgées sont assassinées le 29 avril par des soldats débarqués par des chaloupes canonnières. Le 17 mai, 37 habitants sont tués dont 28 sont enfumés dans la grotte de Vau-Brunet, seuls une femme et un enfant en ressortent vivants,. Les journées du 26 au 30 juillet voient le quatrième passage des Républicains dans la commune de Champtoceaux, 13 personnes sont assassinées,.
On relève d'autres tueries dont les auteurs ne sont pas connus, le 15 janvier, à La Gaubretière, environ 10 hommes sont surpris à la ferme de la Petite Renaudière où se déroule une messe tenue par un prêtre réfractaire, sur leur refus de crier « Vive la République ! », ils sont fusillés, le 22 janvier, environ 20 Vendéens sont massacrés à Frossay. Le 8 février, des Vendéens sont jetés dans le puits du château de Clisson, certains morts, d'autres encore vivants, 18 squelettes sont exhumés en 1961.

## Actions des forces vendéennes

### L'Armée du Bas-Poitou et du Pays de Retz

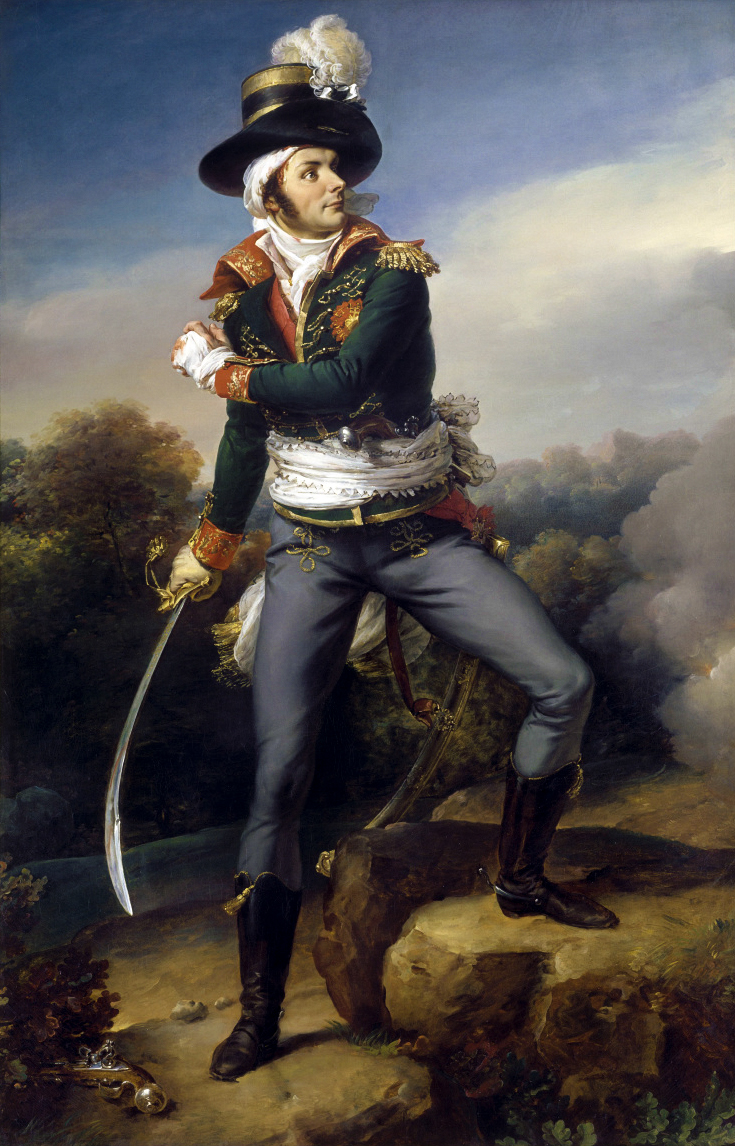
Charette, huile sur toile de Paulin Guérin, 1819 (musée d'art et d'histoire, Cholet).

Charette a préféré attaquer l'île de Noirmoutier plutôt que de venir en aide à l'armée du Bocage, lors de la bataille de Cholet ; aussi ne prend-il pas part à la Virée de Galerne. À cette période, l'autorité de Charette dans le Bas-Poitou et dans le Pays de Retz n'est pas entièrement reconnue et les territoires qu'il contrôle personnellement sont les environs de Machecoul et Legé. Si certains chefs comme Couëtus ou les frères La Roberie semblent reconnaître son autorité, d'autres comme Joly, Savin ou surtout La Cathelinière, gardent un esprit très indépendant.
Noirmoutier est prise le 12 octobre 1793 à la suite d'une attaque de 3 000 hommes et les 800 soldats de la garnison républicaine sont capturés. Charette quitte l'île le 15 octobre et y laisse une garnison de 1 800 hommes, puis gagne le marais breton. Un de ses lieutenants, François Pageot, se rend à Bouin avec les prisonniers, mais le 17 octobre, sous prétexte de représailles et de conspiration, il en fait fusiller 180, dont de jeunes volontaires de 16 ans. Entretemps, alors que le gros de l'armée républicaine part à la poursuite des Vendéens, le général Haxo et son second Jordy, restent en Vendée afin d'éliminer les dernières poches de résistances. Ainsi, Jordy disperse les insurgés du pays du Loroux à Vertou et fait 64 prisonniers qui sont envoyés à Nantes où ils sont fusillés. Cependant l'objectif principal des Bleus est de reprendre Noirmoutier afin d'empêcher les Vendéens d'entrer en contact avec les Britanniques.
Début novembre, les forces républicaines se concentrent sur l'armée du Marais, sur ses trois flancs. L'adjudant-général Dutruy part des Sables-d'Olonne au Sud, l'adjudant-général Guillemé attaque au Nord, depuis Paimbœuf, tandis qu'Haxo marche à l'Est. Le 8 novembre, Haxo sort de Nantes avec 8 000 hommes, le 9, il prend Machecoul sans combattre, puis le 28, il fait sa jonction à Legé avec Jordy et Guillemé. La veille, un premier accrochage oppose l'avant-garde de 1 100 hommes commandée par le lieutenant-colonel Aubertin à Charette à La Garnache. Puis dans la nuit du 5 décembre, Aubertin tente de surprendre les Vendéens à Beauvoir-sur-Mer, tout près de Noirmoutier. La tentative échoue et Charette se replie avec ses 1 800 hommes sur Bouin. Dès le lendemain, il est rejoint par Jordy avec 3 000 hommes mais il est finalement écrasé à la bataille de l'île de Bouin, où il perd 200 hommes. Les blessés sont achevés et 200 à 300 femmes réfugiées dans l'église sont capturées, la plupart décèdent dans les prisons de Nantes ou de Noirmoutier. Les pertes ne sont que de 19 tués pour les Bleus, tandis 900 prisonniers républicains sont délivrés. Les Vendéens parviennent néanmoins à s'échapper et se replient ensuite sur Bois-de-Céné. Cependant, lors de la retraite, Charette a la chance de surprendre un convoi d'armes défendu par seulement 300 hommes entre Châteauneuf et Bois-de-Céné, ce qui lui permet de rééquiper ses hommes. Haxo arrive trop tard et Charette s'échappe une fois de plus,.

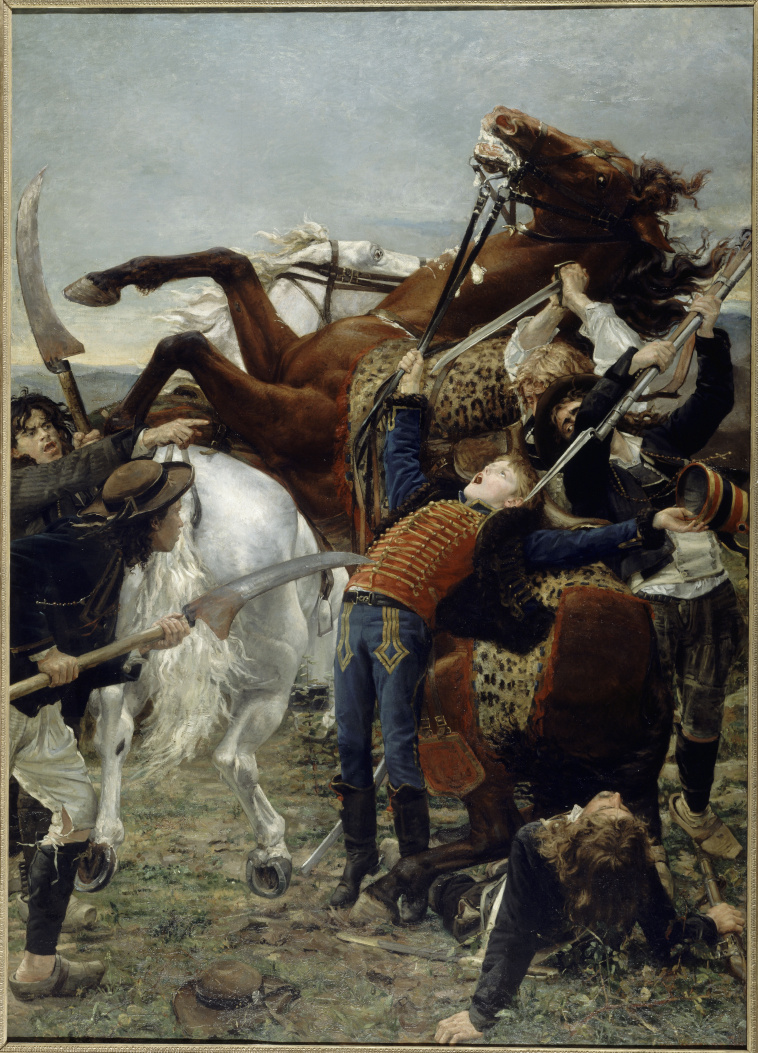
La mort de Bara, huile sur toile de Jean-Joseph Weerts, 1880 (musée d'Orsay, Paris).

Ce succès offre un répit au chef vendéen, car Haxo reçoit l'ordre d'envoyer une partie de ses troupes sur Angers, qui est assiégée par La Rochejaquelein. Charette envoie alors Joseph de La Roberie en Angleterre en passant par Noirmoutier afin de demander de l'aide aux Britanniques, puis il décide de marcher sur l'Anjou où subsiste encore une petite troupe de 400 hommes commandée par Pierre Cathelineau, secondé par le comte de La Bouëre, qui livre encore quelques escarmouches. C'est notamment au cours de l'une d'elles que Joseph Bara est tué à Jallais le 7 décembre. Le 11, les Vendéens sont repoussés devant Legé, mais ils parviennent à prendre d'assaut le camp de l'Oie à Sainte-Florence. Le lendemain, ils sont aux Herbiers où Charette est élu à la tête de l'armée du Marais et de l'armée du Centre, malgré l'hostilité de Joly.
Le 15 décembre, à Pouzauges Charette bat l'adjudant-général Joba, sorti de Fontenay-le-Comte, puis dans la nuit du 18 au 19 décembre, il écrase un poste républicain à Cerizay, marche sur Châtillon-sur-Sèvre et de là gagne Maulévrier le 20. Cependant, l'expédition n'a pas remporté un grand succès : peu d'hommes se sont joints aux Paydrets et aux Bas-Poitevins et, le lendemain de l'entrée de Charette à Maulévrier, arrivent Henri de La Rochejaquelein et Jean-Nicolas Stofflet avec une vingtaine d'hommes rescapés de la Virée de Galerne. Charette se montre semble-t-il peu courtois avec celui qu'il voit comme un rival et celui-ci s'en irrite. À Charette, qui lui propose de lui donner un cheval et de le suivre à Mortagne-sur-Sèvre, La Rochejaquelein aurait répondu : « Je suis habitué, non à suivre, mais à être suivi » puis il se retire. Les 800 Angevins et Haut-Poitevins rejoignent La Rochejaquelein, et Charette comprend qu'il ne peut commander le pays, aussi donne-t-il l'ordre de rebrousser chemin avec les 3 000 hommes qui lui reste. Il repasse par les territoires occupés par l'armée du Centre, puis contourne La Roche-sur-Yon, qu'il n'ose attaquer, et regagne enfin ses terres,.

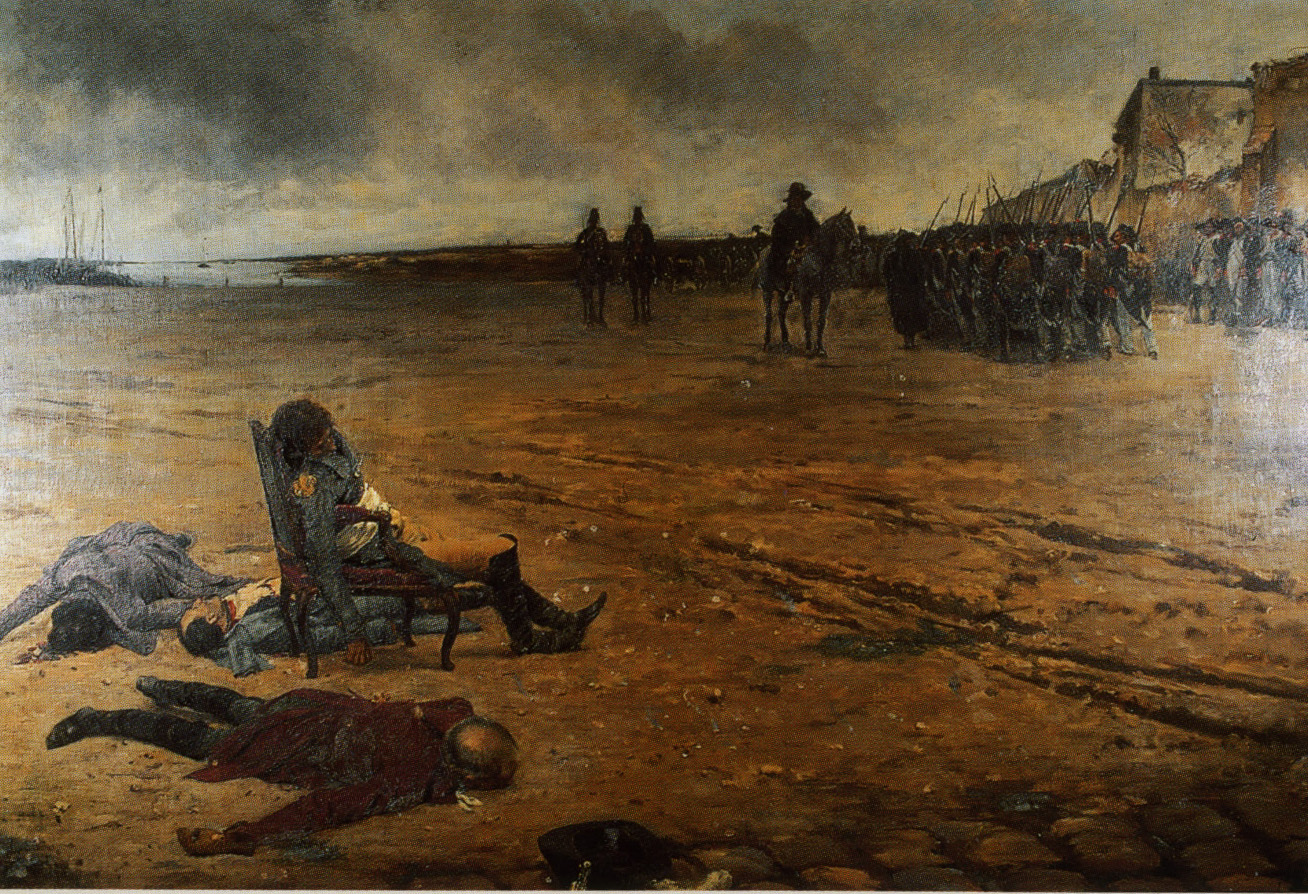
Mort du général D'Elbée, huile sur toile de Julien Le Blant, XIXe siècle (musée du Château, Noirmoutier-en-l'Île).

Mais dans le Haut-Poitou, Haxo a profité de l'absence de Charette pour planifier l'attaque de l'île de Noirmoutier. Charette, à peine de retour, réagit et prend d'assaut Machecoul le 31 décembre, mais la majeure partie de ses hommes déserte peu de temps après pour regagner leurs foyers. Haxo envoie le général Carpentier qui reprend la ville le 2 janvier ; Charette tente de la reprendre dès le lendemain mais il est repoussé. Il se replie, est poursuivi et harcelé à Saint-Florent-des-Bois, Aizenay et jusqu'aux Brouzils où il est légèrement blessé, et ne peut empêcher l'attaque sur Noirmoutier. Celle-ci a lieu le 2 janvier 1794 et elle est menée par Haxo et Jordy, à la tête de 6 000 hommes. Après un long combat qui coûte la vie à 130 Républicains et 400 Vendéens, les assiégés capitulent contre la promesse d'avoir la vie sauve. Haxo accepte mais les représentants en mission Prieur de la Marne, Louis Turreau et Bourbotte passent outre et ordonnent l'exécution des prisonniers. Ceux-ci, au nombre de 1 500, sont fusillés du 4 au 6 janvier. Parmi les condamnés, se trouve Maurice d'Elbée, ancien général en chef de la grande Armée catholique et royale, qui, grièvement blessé à la bataille de Cholet, était venu se réfugier sur l'île.

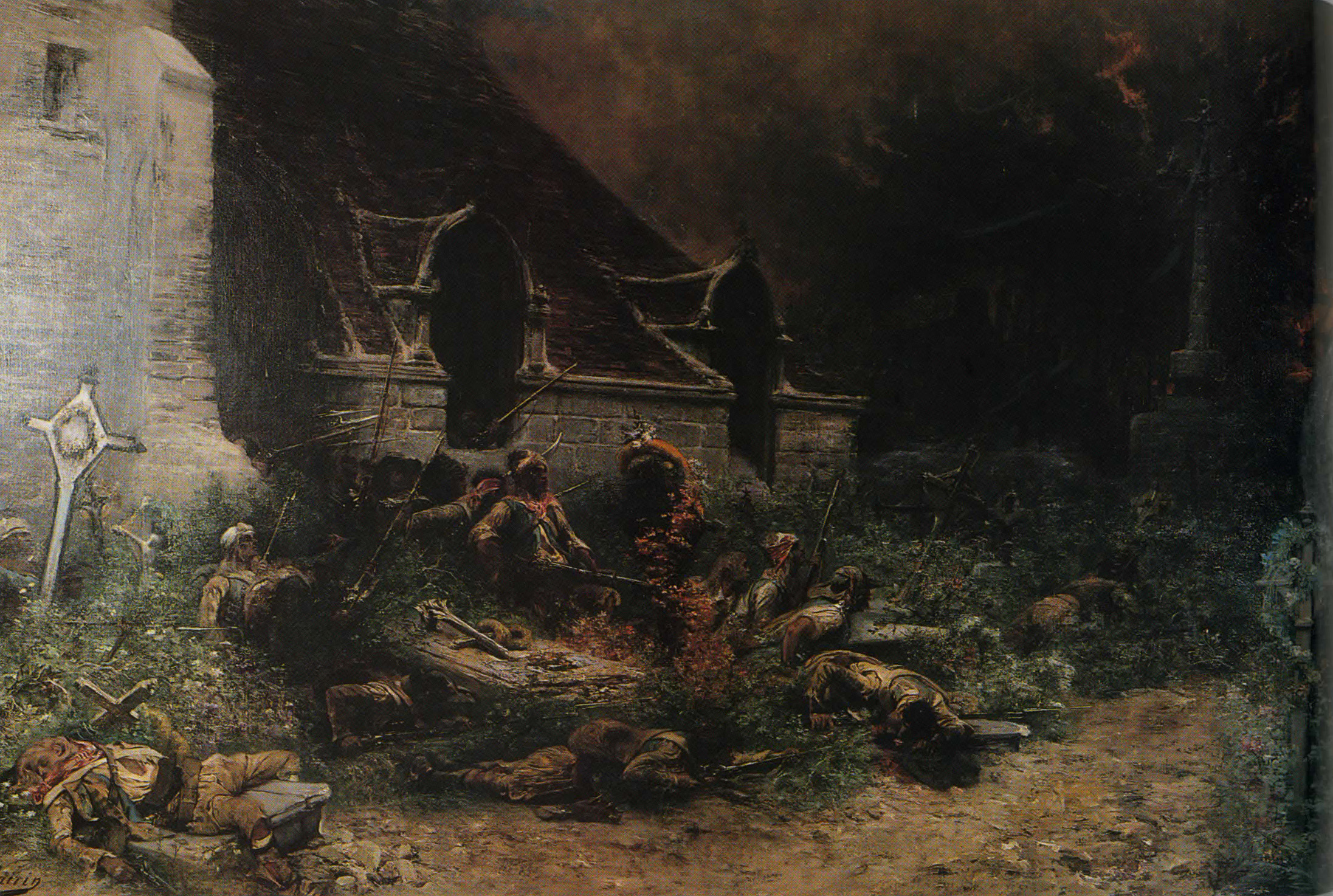
Les vivants défendent leurs morts, huile sur toile de Georges Clairin, XIXe siècle (musée d'art et d'histoire, Cholet.

Fuyant les colonnes d'Haxo, Charette est de nouveau attaqué par Joba avec 1 500 hommes et est battu à deux reprises à Saint-Fulgent le 9 janvier et aux Brouzils trois jours plus tard. Légèrement blessé par une balle à l'épaule et n'ayant plus que 400 à 1 000 hommes, il se cache fin janvier au couvent du Val de Morière, à Touvois. Le 14 février, les Vendéens prennent Aizenay, défendu par 400 hommes et en tuent 116. Peu de temps après, Charette reçoit des nouvelles de Charles Sapinaud de La Rairie ; ce dernier, qui a également survécu à la Virée de Galerne, vient de regagner la Vendée où il a pris la tête de l'armée catholique et royale du Centre et a rassemblé 1 800 hommes. Charette réunit 800 hommes et le rejoint à Chauché où, grâce à son aide, il repousse une offensive républicaine commandée par les généraux Grignon, Lachenay et Prévignaud. Peu après ce succès, les habitants des environs de Legé envoient des messages à Charette lui demandant de chasser les Républicains qui commettent des massacres. Le 5 février, Charette et Sapinaud attaquent Legé et écrasent les 800 soldats qui gardent la ville. Les Vendéens décident ensuite de marcher sur Machecoul, mais en chemin ils se heurtent à Saint-Colombin le 10 février aux 4 000 hommes du général Florent Joseph Duquesnoy qui viennent de massacrer une centaine de femmes à la Limouzinière. Ivres de vengeance, les Vendéens attaquent sans réfléchir et sont écrasés ; Charette et Sapinaud se replient sur Saligny où les deux chefs se séparent.
Charette gagne ensuite la forêt de Grasla où il est attaqué et battu le 25 février par Turreau et Cordellier. Il parvient néanmoins à s'enfuir sans subir trop de pertes. Combattant indépendamment, Louis-François Ripault de La Cathelinière, commandant des Bretons du pays de Retz, décide de se cacher avec son armée dans la forêt de Princé et d'attendre le printemps pour reprendre le combat, mais, accusé de lâcheté par certains de ses hommes, il doit se résoudre à reprendre prématurément la lutte. Attaqué par les Républicains de la garnison du château d'Aux sous les ordres de l'adjudant-général Muscar, La Cathelinière est capturé le 28 février et est guillotiné le 2 mars à Nantes. Louis Guérin lui succède à la tête des Paydrets et reconnaît Charette pour chef. Le 28 février, celui-ci bat péniblement les colonnes des généraux Cordellier et Crouzat aux Lucs-sur-Boulogne, mais, en représailles, les Républicains massacrent les habitants de la paroisse. Charette n'a plus qu'un millier d'hommes et, le 5 mars, il repousse Haxo à la Viventière en Beaufou. Il tente ensuite de prendre La Roche-sur-Yon qu'il croit sans défense mais est repoussé.
Haxo n'a de cesse de détruire la petite armée de Charette et, le 21 mars, à la tête d'une avant-garde de seulement 300 hommes, il l'atteint aux Clouzeaux. Mais Charette, renforcé par les forces de Joly, a 1 500 hommes, l'attaque est repoussée et Haxo est tué lors du combat ainsi qu'une vingtaine de ses hommes. La mort du général républicain porte un coup au moral des Bleus, Charette en profite, il attaque Challans le 7 avril, mais est néanmoins repoussé,. Charette attaque alors Moutiers-les-Mauxfaits le 19 avril, qui est livrée au pillage. Environ 80 soldats républicains sont tués et 92 patriotes sont massacrés,.

### L'Armée d'Anjou et du Haut-Poitou

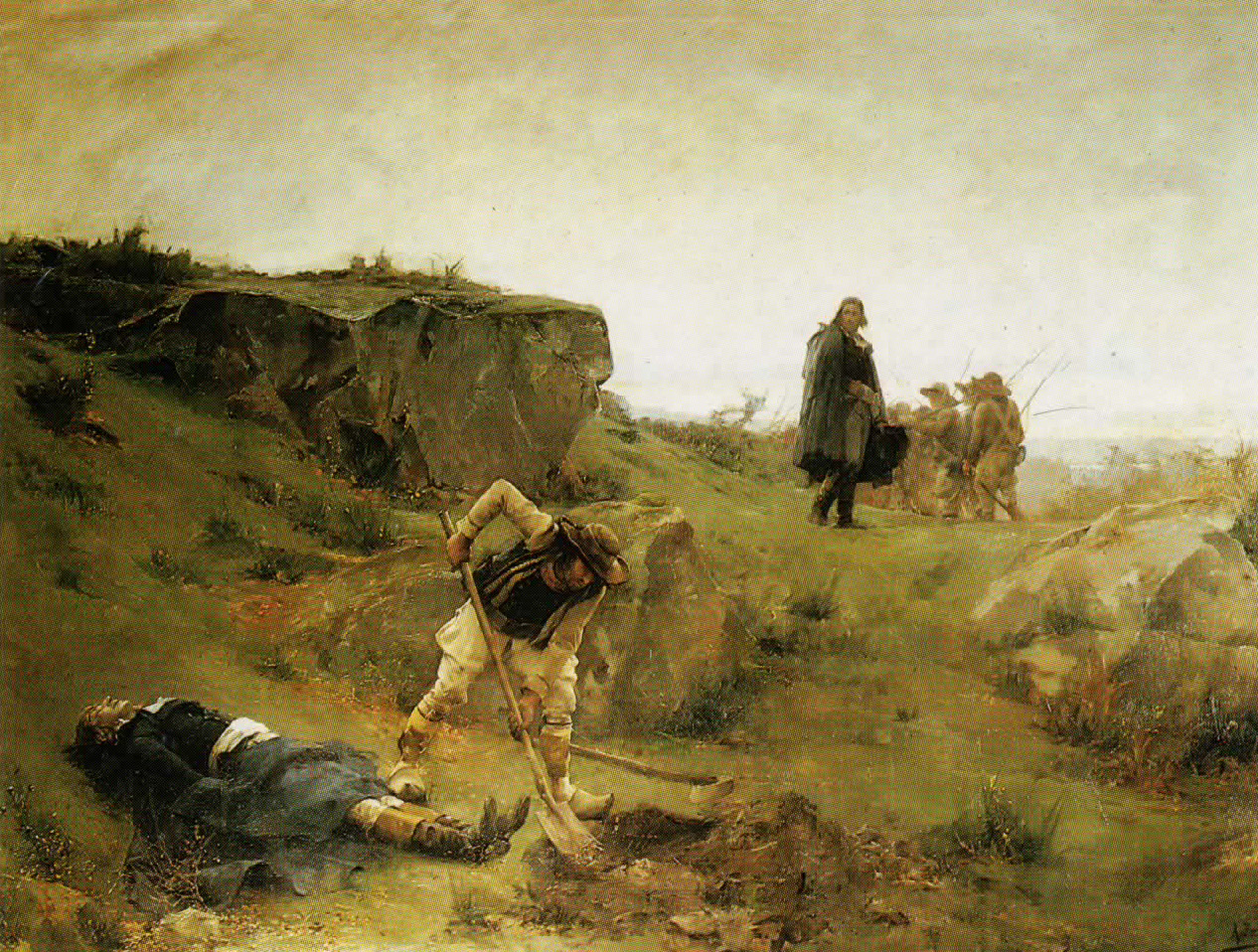
La Mort de Henri de La Rochejaquelein, huile sur toile de Alexandre Bloch, XIXe siècle (musée Dobrée, Nantes).

Le 17 décembre 1793, mis en déroute à la bataille du Mans, les Vendéens sont à Ancenis dans le but de traverser la Loire, afin de regagner la Vendée. Le généralissime La Rochejaquelein et le major-général Stofflet traversent le fleuve les premiers avec seulement 18 hommes, mais, sitôt débarqués, ils sont surpris par une patrouille républicaine et prennent la fuite. Puis, malgré l'arrivée de chaloupes canonnières républicaines, d'autres soldats vendéens construisent deux grands radeaux et tentent la traversée ; 400 réussissent mais 400 autres périssent noyés. Le reste de l'armée, attaqué par Westermann, doit se replier sur les terres et l'Armée catholique et royale est finalement écrasée à la bataille de Savenay, le 23 décembre 1793. Apprenant que Charette est à Maulévrier, La Rochejaquelein l'y rejoint le 21 décembre. Mais l'entrevue est un échec, et les deux chefs se séparent. Néanmoins, les 600 à 900 Angevins et Haut-Poitevins qui avaient rallié Charette l'abandonnent aussitôt pour se joindre à La Rochejaquelein. Cependant la petite troupe est battue et dispersée dès le 3 janvier aux Cerqueux, par les troupes du général Grignon.
Pendant quelques jours, La Rochejaquelein se cache seul à Combrand puis dans les ruines du château de la Durbelière, avant de se résoudre à reprendre le combat. Le 15 janvier, il rejoint Stofflet à Saint-Paul-du-Bois où plusieurs centaines de soldats sont rassemblés et parmi lesquels se trouve Renée Bordereau. Le 22 janvier, il s'empare de Vihiers, et, deux jours plus tard, sa troupe est renforcée près de Jallais par celles de Pierre Cathelineau et du comte de La Bouëre qui portent donc sa petite armée à 1 200 hommes. Le même jour, il repousse une attaque de Cordellier à Neuvy-en-Mauges. Puis le 26 janvier, il s'empare de Chemillé et de Vezins défendues respectivement par seulement 200 et 120 hommes. Après s'être cachés deux jours dans la forêt de Vezins à cause du mauvais temps, les cavaliers vendéens attaquent un faible groupe de Républicains qui se livraient au pillage à Nuaillé. Ces derniers prennent aussitôt la fuite, mais au cours de la poursuite La Rochejaquelein est tué par un soldat qui s'était caché derrière une haie,.

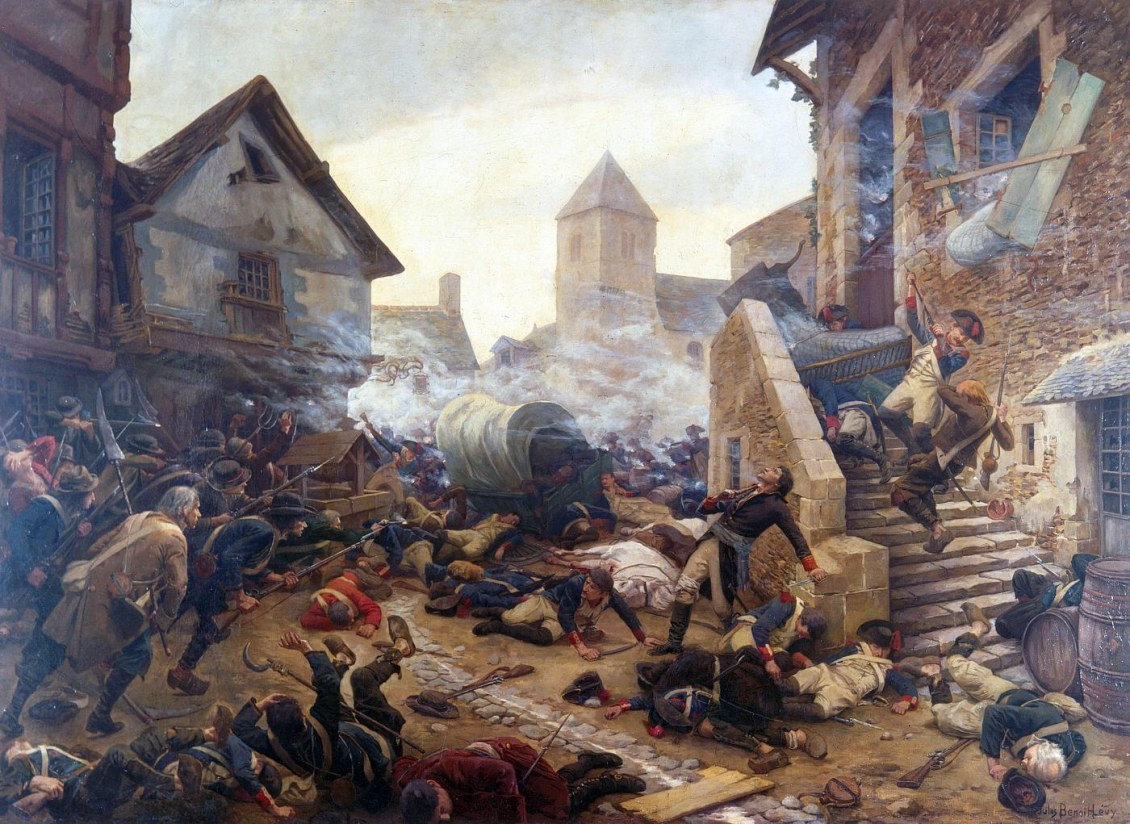
La mort du général Moulin au combat de Cholet, 1794, huile sur toile de Jules Benoit-Lévy, 1900, musée d'Art et d'Histoire de Cholet.

Stofflet succède à La Rochejaquelein le 1er février 1794. À la tête de 1 000 hommes, il attaque Crouzat à Gesté. Grâce au renfort de 800 hommes commandés par le comte du Bruc, les Républicains prennent la fuite sans combattre et certaines troupes se sauvent jusqu'à Nantes, où Carrier refuse de les laisser entrer. Galvanisés par ce succès, les Vendéens s'emparent ensuite de Beaupréau puis marchent sur Chemillé. Sur le chemin, des paysans toujours plus nombreux se joignent à eux. Le 6 février, Chemillé, faiblement défendue, est prise. Puis, le 8 février, au nombre de 4 000 à 7 000, les insurgés attaquent Cholet, défendue par 3 000 hommes sous les ordres des généraux Moulin et Caffin. La place est prise d'assaut, Caffin est grièvement blessé et Moulin se suicide pendant le combat. Peu de temps après, le général Cordellier contre-attaque avec 3 000 hommes et reprend la ville. Cholet n'est resté que deux heures aux mains des Vendéens, néanmoins l'évènement a un retentissement jusqu'à Paris où il provoque la colère du Comité de salut public qui menace Turreau. Stofflet ne renonce pas et, le 14 février, il ré-attaque Cordellier à Beaupréau, que les Vendéens avaient abandonné. Mais cette fois-ci, ces derniers sont repoussés au terme d'un long combat.
Le 24 février, Stofflet se joint à un chef du Haut-Poitou : le général Richard, qui a levé 2 000 hommes puis il attaque Bressuire. Grignon, qui l'occupe, ne cherche même pas à défendre la place et ordonne la retraite qui se transforme en déroute. Les Vendéens s'emparent de la ville, achèvent les blessés, massacrent les prisonniers et les malades républicains. Puis c'est Argenton qui est prise deux jours plus tard et dont le château est brûlé. L'armée catholique et royale d'Anjou et du Haut-Poitou est reconstituée avec un Conseil supérieur fort de 7 membres : Stofflet, du Bruc, La Bouëre, Beaurepaire, Baugé, Bérard et Poirier de Beauvais. Cholet, incendiée et abandonnée par les Républicains, est reprise sans combat par les forces de Stofflet qui pillent ce que les Bleus ont épargné. Mais Huché, en poste à Mortagne-sur-Sèvre, attaque et met les Vendéens en fuite.
Cependant, l'unité de l'armée d'Anjou ne dure pas. Gaspard de Bernard de Marigny et Charles Sapinaud de La Rairie regagnent la Vendée militaire à cette période et Marigny établit son quartier général à Cerizay. Il est reconnu chef du Haut-Poitou tandis que Sapinaud reconstitue l'armée catholique et royale du Centre. Cependant, les deux chefs s'entendent avec Stofflet pour marcher sur Mortagne-sur-Sèvre le 25 mars. Attaqués, les Républicains et la population évacuent la ville et gagnent Nantes pendant la nuit. La ville est prise, mais les Vendéens s'enivrent et l'incendient. Le même jour, Joseph Crouzat s'emparent de la forêt de Vezins, refuge de Stofflet, et y massacre les femmes et les enfants qui s'y trouvent. Les Vendéens crient vengeance et battent les forces de Crouzat trois jours plus tard à la bataille des Ouleries.

### Tentative d'union des armées vendéennes

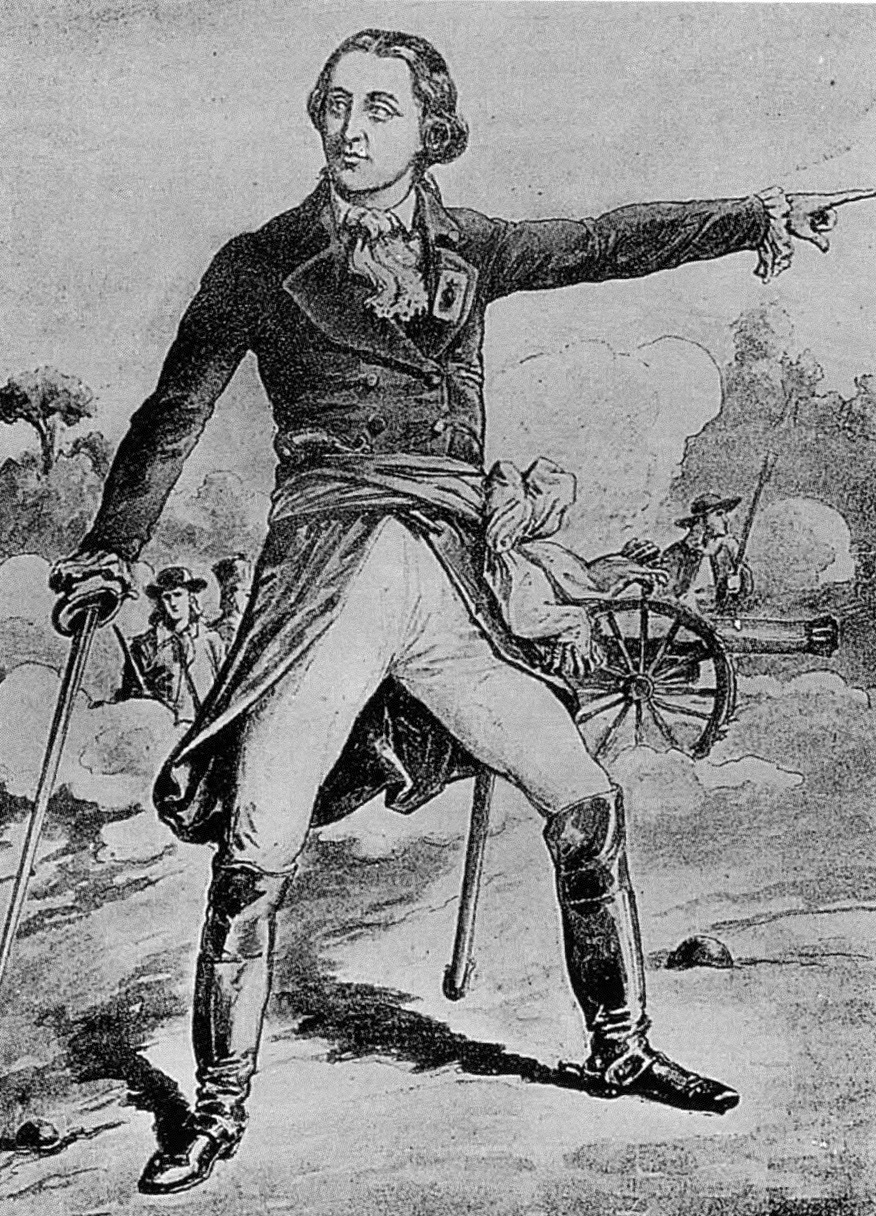
Gaspard de Bernard de Marigny.

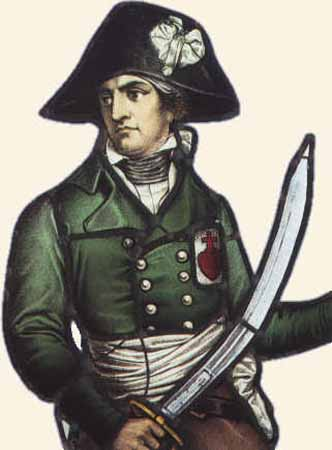
Jean-Nicolas Stofflet (vitrail de l'église Notre-Dame de Beaupréau, par Heinrich Ely, 1890).

Le 22 avril 1794, les généraux vendéens se réunissent au château de La Boulaye, à Châtillon-sur-Sèvre. Charette propose d'élire un généralissime. Stofflet semble d'abord approuver, puis il change d'avis sur les conseils de l'abbé Bernier. Finalement, les quatre principaux généraux s'entendent pour agir de concert. Charette, Stofflet, Sapinaud et Marigny prêtent serment, le sabre haut, de s'assister mutuellement, sous peine de mort. Les Vendéens décident ensuite de marcher sur Saint-Florent-le-Vieil. En chemin, le 24 avril, ils chassent les troupes républicaines de Dusirat de Chaudron-en-Mauges. Mais Marigny n'arrive qu'une fois la bataille finie et les généraux se disputent. Ils gagnent ensuite Jallais où ils destituent Marigny, le reléguant au commandement de l'artillerie de l'armée du Centre qui n'a pas le moindre canon. Furieux, ce dernier quitte l'armée. Prudent de La Robrie, qui le rattrape pour l'arrêter, est menacé par les soldats haut-poitevins. Marigny regagne le Haut-Poitou, où il tente, mais sans succès, de prendre Chantonnay. Le 29 avril, les généraux tiennent un conseil de guerre : 22 officiers, dont Charette et Stofflet votent la mort de Marigny par contumace, contre 11 autres officiers, dont Sapinaud. Malade, Marigny est capturé par des soldats de Stofflet à Combrand le 10 juillet. Il est ensuite fusillé ; sa mort n'est pas un avantage pour la cause vendéenne puisqu'elle met fin à la guerre dans le Haut-Poitou. En effet, mis à part quelques hommes qui rejoignent Sapinaud, la plupart de ses soldats regagnent leurs foyers et ne reprennent pas les combats.
Le 6 mai, Dusirat s'empare de la forêt de Vezins, refuge de Stofflet, que les Vendéens ont juste le temps d'évacuer. À la fin du mois de mai, les forces vendéennes de Charette, Stofflet, Sapinaud se réunissent à Legé. La troupe compte alors 8 000 hommes, et elle est réunie sur la demande du premier. Le 30 mai, ils écrasent un bataillon puis marchent sur Challans qui est attaquée le 6 juin. Mais l'attaque est repoussée par les troupes de Dutry et Boussard pourtant bien moins nombreuses et les généraux vendéens se séparent définitivement. Le 17 juillet, Charette est chassé de Legé par les troupes de Huché. Cependant, Turreau a été suspendu le 17 mai. D'autre part, la Terreur prend fin et les opérations militaires diminuent. Les Républicains abandonnent les campagnes et se retranchent dans des camps tandis que les soldats-paysans vendéens posent leurs armes pour s'occuper des moissons. À la guerre, succède une sorte de trêve.

## Les réfugiés
Bien avant les colonnes infernales, dès le début de la guerre de Vendée, des milliers de patriotes désertent les zones de guerre pour se réfugier dans les villes, en particulier à Nantes, Angers et Niort. C'est surtout après la loi du 1er août que les exodes se font de plus en plus nombreux. Les réfugiés sont pour la plupart des femmes et des enfants. Ils suscitent néanmoins la méfiance des autorités qui craignent les espions, et ils doivent se présenter aux appels sous peine d'être emprisonnés. Beaucoup vivent dans la pauvreté, sont victimes des maladies et sont parfois expulsés. Pour subvenir à leurs besoins et afin de pouvoir rentrer chez eux, quelques hommes s'engagent dans l'armée républicaine, d'autres sont tout simplement mobilisés de force. Pour les autres, les conditions de vie sont très dures. À Nantes, qui compte 10 000 réfugiés pour 80 000 habitants, le pain manque et des épidémies de typhus se déclarent. À Fontenay-le-Comte, où la population augmente de moitié, les réfugiés sont victimes de la famine. De nombreuses femmes sont contraintes de se prostituer.
Dès le 13 mars 1793, le comité militaire administratif vote un secours de 20 sols par jour pour chaque réfugié mais l'argent manque et tarde à être versé, aussi les départements demandent de l'aide à Paris. La Convention nationale vote un secours de 300 000 livres, à partir de septembre 1793. La situation des réfugiés s'améliore, bien que restant très précaire. De plus, ces derniers doivent travailler pour toucher leurs allocations.
Le 19 février 1794, les représentants Francastel, Hentz et Garrau arrivent à Angers mais Hentz n'a aucune considération pour les réfugiés.
Dès le lendemain de leur arrivée, les trois représentants font paraître un arrêté qui ordonnent aux réfugiés de s'éloigner de vingt lieues (environ 90 kilomètres) des départements insurgés ; ils doivent aussi déclarer leur identité dans les trois jours et choisir un département où s'établir. L'arrêté provoque les protestations vaines des patriotes locaux. Le 1er mars, un arrêté rectificatif exempte de l'évacuation forcée les vieillards, les malades, les enfants de moins de 10 ans, les fonctionnaires, les ouvriers et les soldats. Finalement, à la suite du 9 thermidor, et du départ des représentants, le 24 août 1794, les réfugiés obtiennent le droit de se rapprocher de deux lieues de Paris et de dix lieues des frontières et des villes maritimes. Petit à petit, entre 1795 et 1797, ils peuvent regagner leurs foyers.

## Fin des colonnes infernales

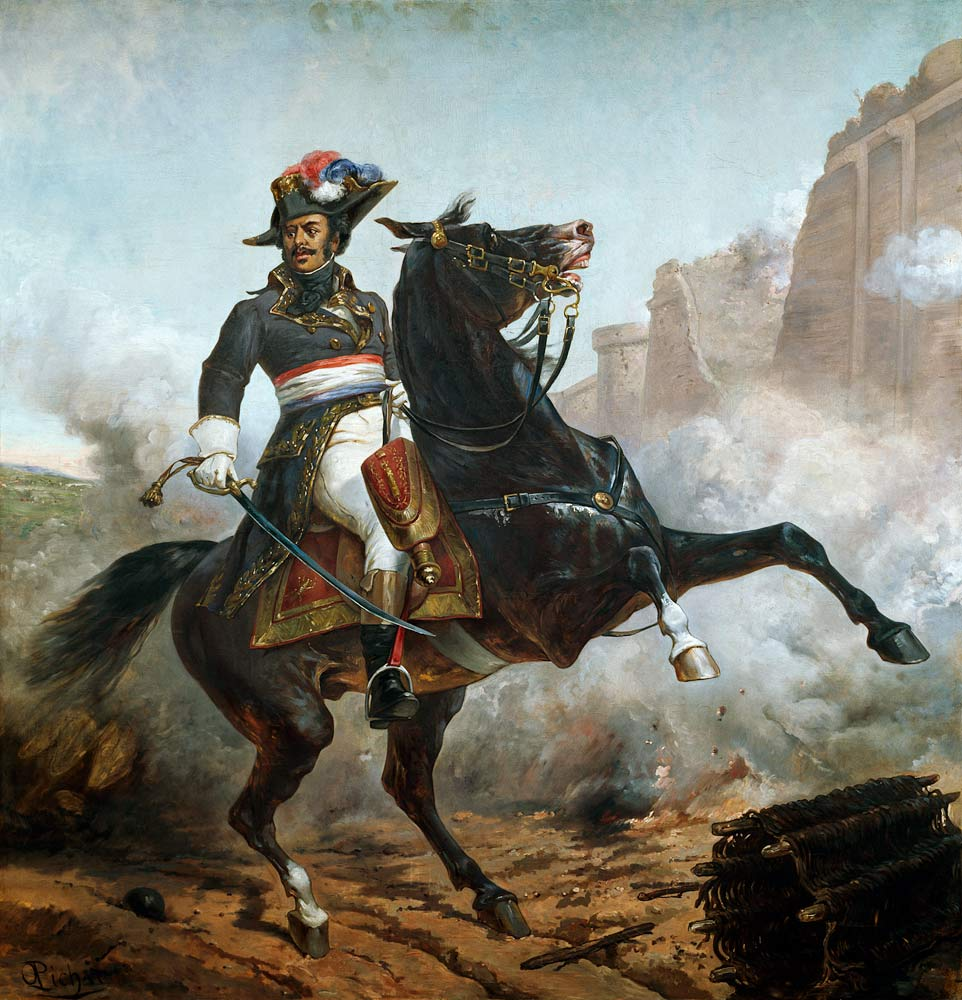
Le général Alexandre Dumas, peinture d'Olivier Pichat, XIXe siècle.
Musée Alexandre Dumas, Villers-Cotterêts

La situation politique à Paris change et les opposants au Comité de salut public ainsi qu'au Comité de sûreté générale sont éliminés. Le 24 mars 1794, Hébert et les Hébertistes sont exécutés, suivis le 5 avril par les dantonistes.
Avant même la fin des colonnes infernales, certains officiers ont à répondre de leur conduite. Ainsi, le général Huché, que des témoignages dépeignent comme un général brutal, en permanence ivre et n'hésitant pas à tuer ou blesser de simples paysans ou ses propres soldats pour la moindre contradiction, est arrêté le 9 avril par le Comité de surveillance de Luçon qui dénonce ses exactions. Le 11 avril, la commission militaire de Fontenay-le-Comte, présidée par l'adjudant-général Cortez condamne à mort et fait fusiller l'adjudant-général Goy-Martinière, l'adjoint de Huché, coupable de massacres, viols et pillages sur des territoires républicains. Cependant, Hentz déplore l'arrestation de Huché et la mort de Goy-Martinière, qu'il qualifie de « bons sans-culottes ». Il dissout le Comité de surveillance de Luçon le 13 avril ; Cortez est destitué, tandis que Huché, jugé à Rochefort, est acquitté et promu au garde de général de division.
Le 13 mai, la Convention nationale suspend Turreau qui quitte son poste le 17. Les généraux Robert, Cordellier, Duval, Bard, Joba et Carpantier sont également suspendus. Après Turreau, des généraux plus modérés se succèdent. Vimeux prend la tête de l'armée de l'Ouest, puis le 16 août il est remplacé par Thomas Alexandre Dumas qui dénonce et tente d'empêcher les massacres.
Le 27 juillet, c'est la chute de Robespierre et, dans les semaines qui suivent, le gouvernement révolutionnaire est démantelé. Cet évènement ne provoque pas de changements immédiats en Vendée, ainsi le chef vendéen Pierre-Suzanne Lucas de La Championnière écrit dans ses mémoires : « Qu'on ne croie pas que la chute de Robespierre fût pour nous un évènement important. Son existence nous était à peu près inconnue. Les différents partis qui avaient régné tour à tour dans la République étaient également nos ennemis. »
Par la suite les récits des exactions dans l'Ouest finissent par parvenir à Paris, et de nombreux conventionnels se mettent à dénoncer des mesures qu'ils avaient eux-mêmes approuvées. Un premier débat est organisé à la Convention. Le député vendéen Maignen s'étonne que les généraux accusés d'avoir le plus massacré soient encore en liberté. Carrier lui-même est témoin à charge contre Turreau et les généraux. Carnot les condamne tandis que Billaud-Varenne justifie la répression.
Les 29 et 30 septembre 1794, Turreau, Carpentier, Huché et Grignon sont décrétés d'accusation et emprisonnés. Le 27 novembre 1794, abandonné par les autres représentants en mission, Jean-Baptiste Carrier et une trentaine de terroristes nantais passent en jugement devant le tribunal révolutionnaire, où ils ont à répondre des noyades et des fusillades de Nantes. Carrier nie les avoir ordonnées et, selon lui, il a agi conformément aux ordres de la Convention. Il est cependant condamné à mort à l'issue du jugement alors que les autres accusés, sauf deux, sont acquittés à la surprise indignée des assistants. Carrier, Pinard et Grandmaison sont guillotinés le 16 décembre 1794.
Le 5 avril 1795, les représentants Hentz et Francastel sont emprisonnés. Ils sont suivis le 9 août 1794 de neuf autres représentants en mission dont Lequinio et Laignelot qui sont à leur tour inculpés. Accusés de cruauté par certains journalistes et députés, les généraux Grignon et Cordellier ne nient pas les exactions mais affirment n'avoir fait qu'obéir aux ordres de Turreau.
Les généraux ne font l'objet d'aucune poursuite, seuls Grignon, Huché et Carpentier, puis Duquesnoy, Cordellier et Crouzat sont brièvement emprisonnés, cependant le service en Vendée pendant les colonnes infernales n'est pas des plus valorisants et peu de généraux feront carrière. Mis à part Haxo et Duquesnoy, les généraux qui servent dans les colonnes incendiaires sont de médiocres officiers. Bonnaire et Rademacher sont exclus de l'armée en 1794 et 1795 pour ivrognerie, de même que Huché en 1797. Bard est réformé en 1795, pour blessure alors que Grignon, Caffin et Legros le sont en 1796, Boucret en 1797 et Cordellier, qualifié « père de famille, mal noté, immoral, besogneux, emprisonné pour dettes », en 1800. En revanche, Amey et Dufour se distinguent pendant les guerres napoléoniennes, reçoivent la Légion d'honneur et leurs noms sont même inscrits sur l'Arc de triomphe.
De son côté, le général Turreau passe une année en prison à Paris. En août 1795, il publie ses Mémoires pour servir à l'histoire de la guerre de Vendée dans lesquelles il tente de se justifier et se présente comme un simple exécutant des ordres de la Convention nationale. Cependant, en octobre 1795, la progression de la droite, au cours des élections, provoque un revirement à gauche de la Convention qui amnistie et réintègre les jacobins pour combattre les offensives royalistes, à la suite de l'insurrection royaliste du 13 vendémiaire an IV et du débarquement des émigrés à Quiberon. Le 26 octobre 1795, la Convention vote donc une amnistie générale pour les « faits proprement relatifs à la Révolution », à l'exception de ceux perpétrés par les contre-révolutionnaires, et, le 4 novembre, les révolutionnaires emprisonnés pour exactions en Vendée sont libérés. Ce nouveau climat profite à Hentz, Francastel, Lequinio et aux généraux des colonnes emprisonnés. Turreau en revanche refuse cette amnistie et réclame un jugement. Il comparaît devant une commission militaire présidée par le général Berruyer et déclare n'avoir fait qu'obéir aux ordres de la Convention nationale, imputant les exactions à ses subordonnés. Turreau est acquitté le 19 décembre 1795. En 1797, il est réintégré dans l'armée grâce au soutien de Napoléon Bonaparte qui reporte sur lui la reconnaissance qu'il doit à Louis Turreau, cousin du général. Turreau commet de nouvelles dévastations dans le Valais en 1800. En 1803, il est nommé ambassadeur aux États-Unis, poste qu'il occupe jusqu'en 1811. En 1813, il combat en Bavière et se rallie à la Restauration un an plus tard. Le 30 juin, à la suite d'une promotion automatique, le duc de Berry le décore de la croix de Saint-Louis, mais sans ordonnance. Cependant, contrairement à une rumeur, Turreau n'a jamais participé à un voyage en Vendée au côté du duc d'Angoulême. Au cours des Cent-Jours, il se montre dans un premier temps partisan des Bourbons avant de se rallier à Napoléon dès à son entrée dans Paris. Cependant, le maréchal Davout refuse de l'employer à la suite de ses écrits royalistes. Cette disgrâce l'empêche d'être poursuivi lors de la seconde Restauration. Turreau meurt en 1816 ; son nom est inscrit sur l'Arc de triomphe.

## Bilan

### Butin
Les archives de la Commission administrative permettent de dresser un état de la saisie des subsistances par les républicains :
- 46 694 animaux de toutes sortes, bêtes à cornes, chevaux, moutons ;
- 23 507 quintaux de foins ;
- 7 207 quintaux de paille ;
- 122 510 quintaux de grains et de subsistances ;
- 61 618 livres de fer ;
- 42 949 livres de métal de cloche ;
- 1 746 livres d'étain ;
- 3 727 livres de plomb ;
- 67 livres de cuivre ;
- 131 livres de fontes ;
- 802 livres de métal de tombes ;
- 393 marcs d'argent ;
- 1 882 barriques de vins.

### Historiographie

#### Historiens «bleus» et historiens «blancs»
En 1794, sous la Convention thermidorienne, Gracchus Babeuf, alors adversaire des Jacobins, écrit un pamphlet pour dénoncer Jean-Baptiste Carrier, et dans lequel il crée le terme de « populicide », terme renvoyant à l'ampleur de la dépopulation de la Vendée militaire.
En 1806, le premier historien de la guerre de Vendée, Alphonse de Beauchamp, républicain modéré, écrit dans son Histoire de la guerre de Vendée que les troupes de Turreau font disparaître le quart de la population vendéenne. En 1814 et 1815, Victoire de Donnissan de La Rochejaquelein, veuve du général vendéen Louis de Lescure, publie ses Mémoires, dans lesquelles cependant elle ne fait pas mention de Turreau. Puis, en 1821 et 1826, Charles de Lacretelle publie son Histoire de la Révolution française. Bien qu'historien officiel de la Restauration, il fait à peine mention des colonnes infernales.
En 1824 et 1827, l'adjudant-général républicain Jean-Julien Savary publie la Guerre des Vendéens et des Chouans contre la République française ; selon lui la Convention nationale n'est pas responsable des dévastations de la Vendée qu'il attribue aux cruautés de Turreau et à la folie de Carrier. En 1823 et 1827, dans l'Histoire de la Révolution, l'orléaniste Adolphe Thiers, qui penche pour la Révolution, condamne la Terreur et Carrier mais évoque les colonnes infernales en termes neutres. En 1828, Alexandre Fursy Guesdon, dit Morteval, monarchiste constitutionnel et voltairien, n'a aucune sympathie pour les Vendéens ; il déplore la répression républicaine mais tient Turreau pour seul responsable, et pour lui la Convention met fin aux colonnes une fois la réalité connue.
Étienne Cabet, socialiste populiste et paternaliste publie en 1839-1840 son Histoire populaire de la Révolution française dans laquelle il condamne les nobles qui ont manipulé les paysans naïfs et estime la répression justifiée face aux massacres commis par les Vendéens. Il dénonce Carrier mais ignore Turreau. Le légitimiste Jean-Joseph-François Poujoulat publie en 1848 son Histoire de la Révolution française dans laquelle il présente un nombre de morts causés par Carrier estimé à 32 000 mais ne mentionne pas Turreau et les colonnes. Au cours des années 1840 et 1850, plusieurs ouvrages sur la guerre de Vendée sont publiés par les historiens « blancs » Théodore Muret, Pitre-Chevalier, Eugène Veuillot et Claude Despez, mais c'est l'historien légitimiste Jacques Crétineau-Joly qui domine largement l'historiographie contre-révolutionnaire. Il publie en 1841-1842, l'Histoire de la Vendée militaire. Les massacres commis par les républicains et les exécutions ordonnées par Carrier et Francastel y sont longuement décrites. Il estime que les colonnes infernales ont causé la mort d'un quart de la population vendéenne.
L'œuvre de Jacques Crétineau-Joly est saluée par les vétérans vendéens, ainsi que par François-René de Chateaubriand, la marquise de La Rochejaquelein et les Bourbons en exil. En réaction, en 1847-1853, Jules Michelet, républicain admirateur de Danton, publie son Histoire de la Révolution française dans laquelle il dénonce la Terreur et Carrier mais alors que les massacres de Machecoul sont décrits sur plusieurs pages, Turreau n'est mentionné qu'en une seule ligne ; les colonnes infernales ne sont pas évoquées. En 1847-1862, le socialiste Louis Blanc écrit l'Histoire de la Révolution française. Il y défend la Terreur et Robespierre, trouve des circonstances atténuantes à Carrier et déclare que finalement les massacres commis par les Vendéens ont fait plus de victimes que ceux commis par les Républicains. En 1865, le républicain Edgar Quinet, ami de Michelet, considère que la guerre oppose deux fanatismes et met dos à dos les massacres vendéens et républicains. Il condamne la Terreur et estime que Turreau et Carrier ont agi conformément aux consignes de la Convention. Après ces écrits, Quinet est désavoué par son propre camp.

#### Sous la Troisième République
Sous la IIIe République, l'historiographie républicaine domine largement. La droite se rallie à la République et la répression de la Commune de Paris lors de la Semaine sanglante décuple l'engagement des historiens de gauche. Dans le Grand dictionnaire universel du XIXe siècle de Pierre Larousse, Louis Combes, ami de Léon Gambetta, publie les articles sur la Révolution. Il se montre très hostile aux Blancs, traite Carrier de demi-fou mais atténue ses exactions en comparaison de celles des Vendéens. Les colonnes infernales ne sont pas mentionnées et Turreau est décrit comme un « soldat brave et modeste, taillé à l'antique. »
En 1892-1900, Charles-Louis Chassin traite des colonnes dans La Vendée patriote. Pour lui, les patriotes vendéens font cesser les exactions de Turreau et Carrier en les révélant à la Convention mais il dénonce surtout les massacres commis par les Vendéens et de ce fait atténue les ravages des colonnes. En 1896, Ernest Lavisse et Alfred Nicolas Rambaud publient le tome de son Histoire générale du IVe siècle à nos jours consacré à la Révolution ; Carrier y est qualifié de « fou furieux » mais Turreau est ignoré. En 1901, Alphonse Aulard, radical-socialiste et défenseur de Danton, publie son Histoire politique de la Révolution française dans laquelle la guerre de Vendée est traitée en quatre pages sur plus de huit cents. Les colonnes infernales, Turreau, Carrier et Francastel ne sont pas évoqués. De 1898 à 1902, Jean Jaurès écrit l'Histoire socialiste de la Révolution française. Pour lui, les Vendéens doivent être jetés dans « les poubelles de l'Histoire ». Il traite aussi longtemps des massacres de Machecoul mais se cantonne à l'année 1793 et les colonnes infernales ne sont pas mentionnées, pas plus que les noyades et fusillades de Nantes et Angers. En 1909, Pierre Kropotkine, prince russe et anarchiste, publie à Paris La Grande Révolution dans laquelle, s'il dénonce les Vendéens et les massacres de Machecoul, il condamne aussi les Jacobins assimilés aux Bolcheviks et considère le Comité de salut public comme responsable de la politique d'extermination menée par Turreau.
Quant à l'historiographie blanche, elle subsiste sous la plume des quelques prêtres : les abbés Félix Deniau, François-Constant Uzureau et Fernand Mourret. Le premier reprend l'estimation d'un quart de la population vendéenne massacrée par les colonnes et porte à 32 000 le nombre de personnes exécutées sur ordre de Carrier alors que le second le réduit à 13 000. En 1911, La Révolution, du nationaliste Louis Madelin, fait à peine mention de la guerre de Vendée et la répression n'est pas évoquée. Georges Pariset rompt avec l'historiographie bleue en 1920, en traitant de la Terreur et des colonnes infernales. En 1922-1927, dans La Révolution française, le socialiste Albert Mathiez, défenseur de Robespierre, accorde une large part aux massacres de Machecoul. Pour lui, les actions des Révolutionnaires durant la Terreur relèvent de la légitime défense, les noyades ordonnées par Carrier sont citées mais Hentz, Francastel, Turreau et les colonnes incendiaires ne font l'objet d'aucune mention. Émile Gabory publie La Révolution et la Vendée en 1925-1926, selon lui Turreau et Carrier ont appliqué les consignes de la Convention et ne sont pas plus coupables que d'autres. En 1928, le maurrassien Pierre Gaxotte publie sa Révolution française, mais alors que l'Action française organise des rassemblements en Vendée, les noyades de Nantes, les colonnes infernales et la guerre de Vendée, de manière générale, sont à peine évoquées. Dans la collection Peuples et civilisations, publiée en 1930, Georges Lefebvre évoque à peine Turreau et les colonnes. Léon Dubreuil, en 1929 et 1930, condamne l'insurrection vendéenne mais s'il estime la Convention comme étant en état de légitime défense il la considère néanmoins responsable de la répression.
L'association du Souvenir vendéen est créée en 1932. Elle tire profit de la condamnation de l'Action française par l'Église et relance l'historiographie blanche au travers d'auteurs comme Edmond Loutil dit Pierre L'Ermite, Auguste Billaud ou Charles Coubard qui qualifie la Révolution française de « satanique ». L'association organise de nombreux rassemblements et fait placer nombre de plaques commémoratives. Admirateur de Robespierre, de Gracchus Babeuf et de Jules Michelet, Gérard Walter, en 1953, consacre un demi-chapitre pour les massacres de Machecoul mais ne cite pas les actions de Carrier, Hentz ou Francastel. Les colonnes infernales sont également peu évoquées et le bilan des massacres est réduit à 2 000 morts ; Turreau est considéré comme seul coupable.

#### Controverses sur les questions de crimes de guerre, crimes contre l'humanité et génocide
Dans La Contre-Révolution parue en 1961, Jacques Godechot ne caricature ni n'occulte les événements de la guerre de Vendée. En 1962, l'historien communiste Albert Soboul, héritier spirituel de Mathiez, publie le Précis d'histoire de la Révolution française dans lequel estime le nombre de victimes de la Terreur entre 35 000 et 40 000. La guerre de Vendée y est peu traitée (cinq pages seulement) et les colonnes infernales sont occultées, de même que les noyades et les fusillades de Nantes et d'Angers. À sa suite, Claude Mazauric condamne en 1978 le soulèvement vendéen qu'il juge « réactionnaire et cupide ». Il reprend le bilan de Soboul et y inclut les noyades de Nantes, mais il fait silence des victimes de la guerre de Vendée.
En réaction, au cours des années 1960 et 1970, certains historiens comme Claude Petitfrère, Paul Bois, Marcel Faucheux et Charles Tilly entendent mettre fin au manichéisme des historiographies bleues et blanches. D'autres historiens comme Georges Bordonove, André Montagnon et Armel de Wismes se font les défenseurs de la cause vendéenne. En 1969, le médecin-général Adrien Carré fait une comparaison entre le massacre des Lucs-sur-Boulogne et le massacre d'Oradour-sur-Glane et introduit les termes modernes de « crimes de guerre » et de « crimes contre l'humanité ». Toutes les colonnes n'ont pas commis les mêmes ravages, Adrien Carré fait la distinction entre différents généraux. Selon lui, certains ne commettent pas d'exactions (Haxo, Cambray, Vimeux et Dutruy), d'autres ont des scrupules, obéissent à regret, parfois même refusent d'appliquer les ordres, et contestent le plan de Turreau (Duquesnoy, Bard et Duval). Plusieurs autres exécutent les ordres sans discussion (Bonnaire, Caffin, Boucret, Dufour, Rademacher et Legros), enfin certains les outrepassent et pourraient être accusés, selon les critères modernes, de crimes contre l'humanité (Grignon, Cordellier, Huché et Amey).
En 1983-1985, peu avant le bicentenaire de la Révolution française, les historiens conservateurs Pierre Chaunu et Reynald Secher accusent la République de génocide en Vendée.
Ces travaux divisent mais la notion de génocide est rejetée par la majorité des historiens comme Jean-Clément Martin, François Lebrun, Claude Petitfrère, Jacques Hussenet, Louis-Marie Clénet. Cependant, les dévastations de la Vendée ne sont plus occultées et la guerre de Vendée et les colonnes infernales sont désormais traitées par Albert Soboul dans le Dictionnaire historique de la Révolution française de même que par Antoine Casanova et Claude Mazauric dans Vive la Révolution publiées en 1989.
Pour Jean-Clément Martin, Turreau, proche des ultra-révolutionnaires hébertistes, relance la guerre en privilégiant la répression aux dépens de la pacification ; il considère que Turreau peut être qualifié de criminel de guerre mais rejette le terme de crime contre l'humanité,. De son côté, Patrice Gueniffey considère que les actions des colonnes infernales relèvent du crime contre l'humanité.
En 2017, Jacques Villemain, diplomate et juriste ayant notamment travaillé pour la Cour internationale de justice à La Haye, publie un livre dans lequel il estime que si les massacres de la guerre de Vendée avaient lieu « aujourd'hui », le droit pénal international les qualifierait de « génocide ».

#### Analogies avec d'autres conflits
La spécificité des actions de Turreau est vue de manière différente selon les historiens. Pour Patrice Leclercq, rien ne permet d'affirmer que Turreau souhaitait les massacres des populations ; selon lui, les méthodes employées sont classiques aux XVIIe et XVIIIe siècles pour mater les révoltes paysannes et ses ordres visent uniquement les combattants armés. De plus, ils auraient été outrepassés par plusieurs de ses officiers.
Pour Yves Gras, le plan de Turreau est bien plus répressif que la tactique du « dégât », employée sous l'Ancien Régime pour réprimer les révoltes paysannes ; en outre, il cite Jean de Lattre de Tassigny, général d'origine vendéenne, lequel compare les exactions des colonnes infernales en Vendée à celles des Waffen SS en France, durant l'Occupation.
Les dévastations des colonnes infernales ont parfois été rapprochées par certains historiens, comme Michel Vovelle ou Louis-Marie Clénet, du sac du Palatinat survenu en 1689 ou du brûlement des Cévennes, en 1703, mené par les armées de Louis XIV. Cependant, selon Adrien Carré, citant André Corvisier, les populations avaient eu une semaine pour évacuer les lieux avant le brûlement du Palatinat, tandis que des chariots avaient été mis à la disposition de ceux qui souhaitaient se réfugier en Alsace,. Selon Jean-Philippe Cénat, les destructions dans le Palatinat ne s'accompagnent pas d'un massacre de la population civile. Pour Adrien Carré, les atrocités de la guerre de Vendée sont sans équivalent en Europe depuis la guerre de Trente Ans, achevée en 1648.
Selon Jean-Clément Martin, les violences de la guerre de Vendée sont proches de celles commises lors de la conquête de la Corse en 1769 ou lors des guerres des Antilles, menées de 1791 à 1802, mais sans contexte politique spécifique et de moindre ampleur, elles ne soulèvent pas autant l'indignation de l'opinion française. Il rapproche également les dévastations de la Vendée des exactions commises par les armées napoléoniennes en Aragon et au Pays basque en 1808 durant la Guerre d'indépendance espagnole et des massacres et enfumades perpétrés par les troupes du maréchal Bugeaud en 1845, durant la conquête de l'Algérie.
Jean-Clément Martin estime également que cette « violence de la soldatesque, dévastations, viols, pillages, voire enlèvements des femmes et des filles » n'est pas spécifique à la Révolution, et est pratiqué à la même époque par les troupes russes en Pologne, lors de l'insurrection de Kościuszko, les Turcs dans le sud de l'Europe et partiellement par l'armée britannique lorsqu'elle réprime la rébellion irlandaise de 1798. Cependant pour François Crouzet, contrairement à la Vendée, la répression en Irlande ne fut pas planifiée par le gouvernement : « la répression fut impitoyable, y compris parfois à l'encontre de blessés, de femmes ou d'enfants, il faut cependant reconnaître que ces atrocités ne furent pas le fait du gouvernement, mais de militaires indisciplinés, et s'expliquent largement par la mentalité obsidionale des extrémistes protestants. »
En considérant l'ensemble des guerres révolutionnaires et napoléoniennes, Patrice Gueniffey rapproche les violences commises en Vendée à celles des campagnes d'Égypte, de Russie et d'Espagne :

« Le parallèle qui revient le plus souvent dans la correspondance des soldats qui ont participé à l'expédition d’Égypte, c'est l'assimilation entre les Ottomans ou les populations autochtones en général et les Vendéens. Tous le disent : « en Égypte on s'est retrouvés comme en Vendée ». Et il n'y aura uniquement que deux autres cas où l'assimilation sera faite, c'est quand les Français interviendront en Espagne face à des guérillas et lorsque les Français envahiront la Russie. Paysans russes, guérilleros espagnols et les Égyptiens en général, les Turcs comme on disait, sont perçus comme de nouveaux Vendéens, c'est-à-dire comme des gens existant en dehors de la société et donc n'étant pas justiciables de la protection des lois. »

Selon Jean-Pierre Poussou, « à la différence des paysans révoltés des XVIe et XVIIe siècles, qui obtenaient à chaque fois des succès partiels de leurs revendications », les insurgés contre-révolutionnaires des XVIIIe et XIXe siècles « ne rencontrèrent qu'un écrasement sans pitié et aboutirent, malgré leurs exploits, leur héroïsme et leurs premiers succès, à un échec total. » Mais selon lui, ce sont les exactions commises en particulier contre les Vendéens et les Cristeros qui se caractérisent « par les pires atrocités », encore que « la Vendée continue à l'emporter, et de loin, quant à l'ampleur de la répression et des pertes ». Il affirme également que ni dans la conquête cromwellienne de l'Irlande, ni dans les répressions des rébellions jacobites, « on n'atteignit les horreurs vendéennes et mexicaines ».

### Bilan humain
Pour Reynald Secher, en Vendée militaire, 117 257 personnes au moins sur un total de 815 029 habitants ont disparu durant la guerre soit 14,38 % de la population du territoire délimité. D'après Jean-Clément Martin, qui a analysé les recensements de 1790 et de 1801, un manque d'environ 220 000 à 250 000 habitants est à noter dans l'accroissement démographique normal qu'aurait dû connaître la Vendée sans la guerre civile. Les bilans varient, entre les morts au combat, les morts indirects du fait des mauvaises conditions de vie, les exils. Selon le dernier décompte de Jacques Hussenet, 170 000 habitants de la Vendée militaire, sur 755 000, soit plus de 22 %, ont péri durant la guerre, dont un quart à un cinquième étaient républicains.
Concernant les colonnes infernales, les Mauges et le Pays nantais ont été les plus dévastés. Le bilan des victimes ne peut être chiffré avec précision. L'estimation la plus faible, donnée en 1953 par Gérard Walter, fait état de 2 000 morts, la plus élevée, de 180 000 tués d'après Simone Loidreau en 1994. Cependant, les dernières estimations des historiens ont resserré le bilan. En 1993, Louis-Marie Clénet estime que 40 000 des 200 000 morts vendéennes des guerres de Vendée pourraient être imputables aux colonnes infernales. En 2005, pour Roger Dupuy, la fourchette est de 20 000 à 40 000 morts. Selon Pierre Marambaud en 1996 et Jacques Hussenet en 2007 les pertes sont, de janvier à juillet 1794, pour les estimations les plus probables, de quelques dizaines de milliers à 50 000 morts sans compter les décès dus aux combats ou aux maladies. En 2023, Antoine Boulant fait quant à lui état de 40 000 morts. Enfin, les nombreux viols commis par les soldats provoquent l'apparition de maladies vénériennes qui font encore des victimes dans les années qui suivent les massacres.